# Títulos do São Paulo Futebol Clube

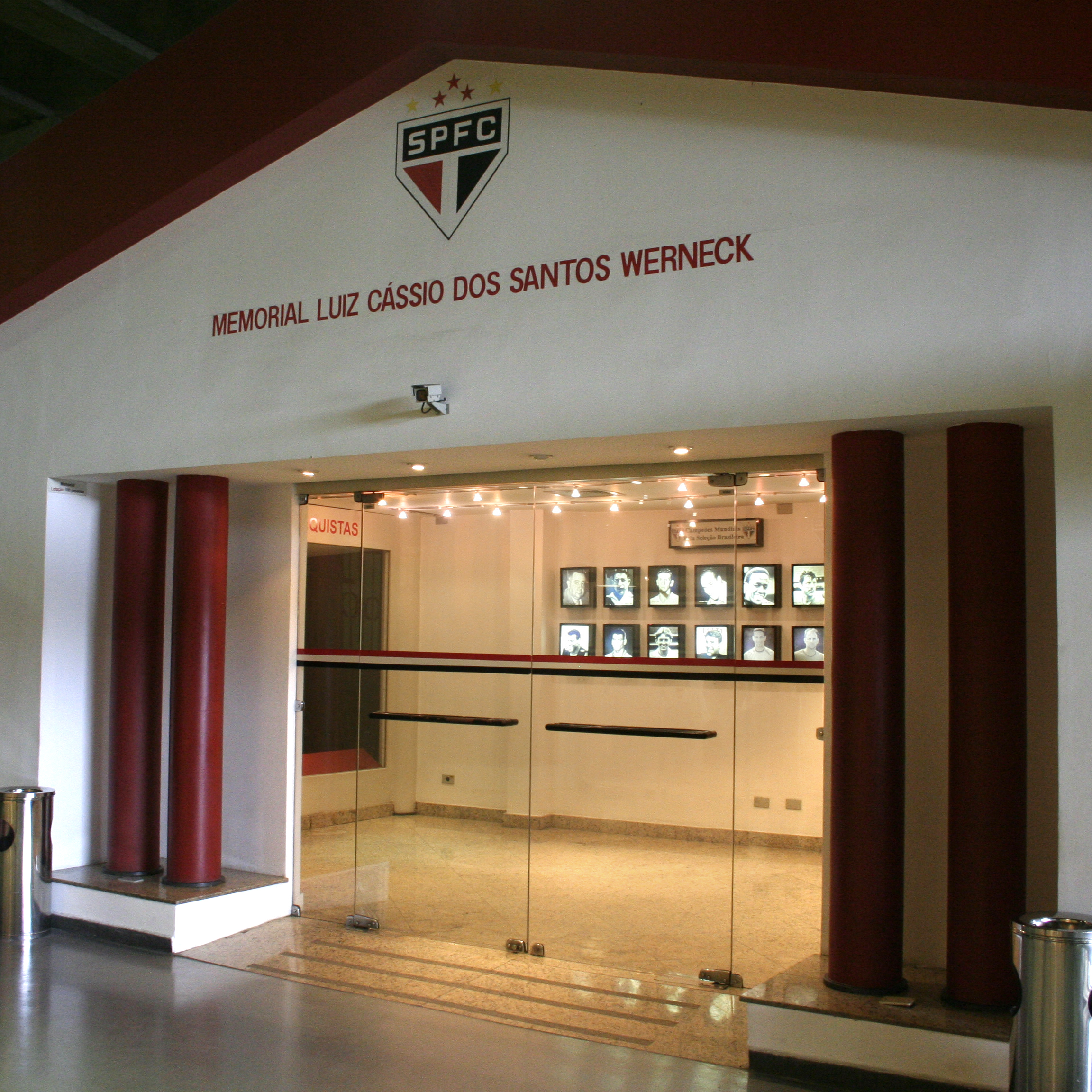
Entrada do memorial do clube, onde estão expostos os troféus e medalhas conquistados desde 1930.

Esta é uma lista de títulos conquistados pelo São Paulo Futebol Clube nas diferentes modalidades esportivas do clube.
Dentre seus principais títulos, destaca-se o tricampeonato mundial, recorde absoluto em nível nacional. Em títulos internacionais oficiais da FIFA e confederações continentais, o São Paulo é o clube brasileiro mais vitorioso, com 12 conquistas deste porte. Entre os times brasileiros, é o clube que tem mais conquistas na Copa Libertadores da América, junto com o Santos, Grêmio, Palmeiras e Flamengo (três títulos).
Pelo Campeonato Brasileiro, o Tricolor do Morumbi foi campeão em quatro décadas diferentes da competição (décadas de 1970, 1980, 1990 e 2000). É o único a ser tricampeão seguido por pontos corridos — 2006, 2007 e 2008, se tornando o Rei da década de 2000 na competição.
No que diz respeito ao somatório de títulos oficiais de abrangência nacional e internacional de clubes brasileiros de futebol, em fevereiro de 2024, o São Paulo FC figura como o terceiro maior campeão do Brasil, com 20 conquistas.
Já pelo Campeonato Paulista, o São Paulo, desde a sua fundação, conquistou a competição em todas as décadas, exceto a de 2010, voltando a ser campeão Paulista depois de 16 anos em 2021.

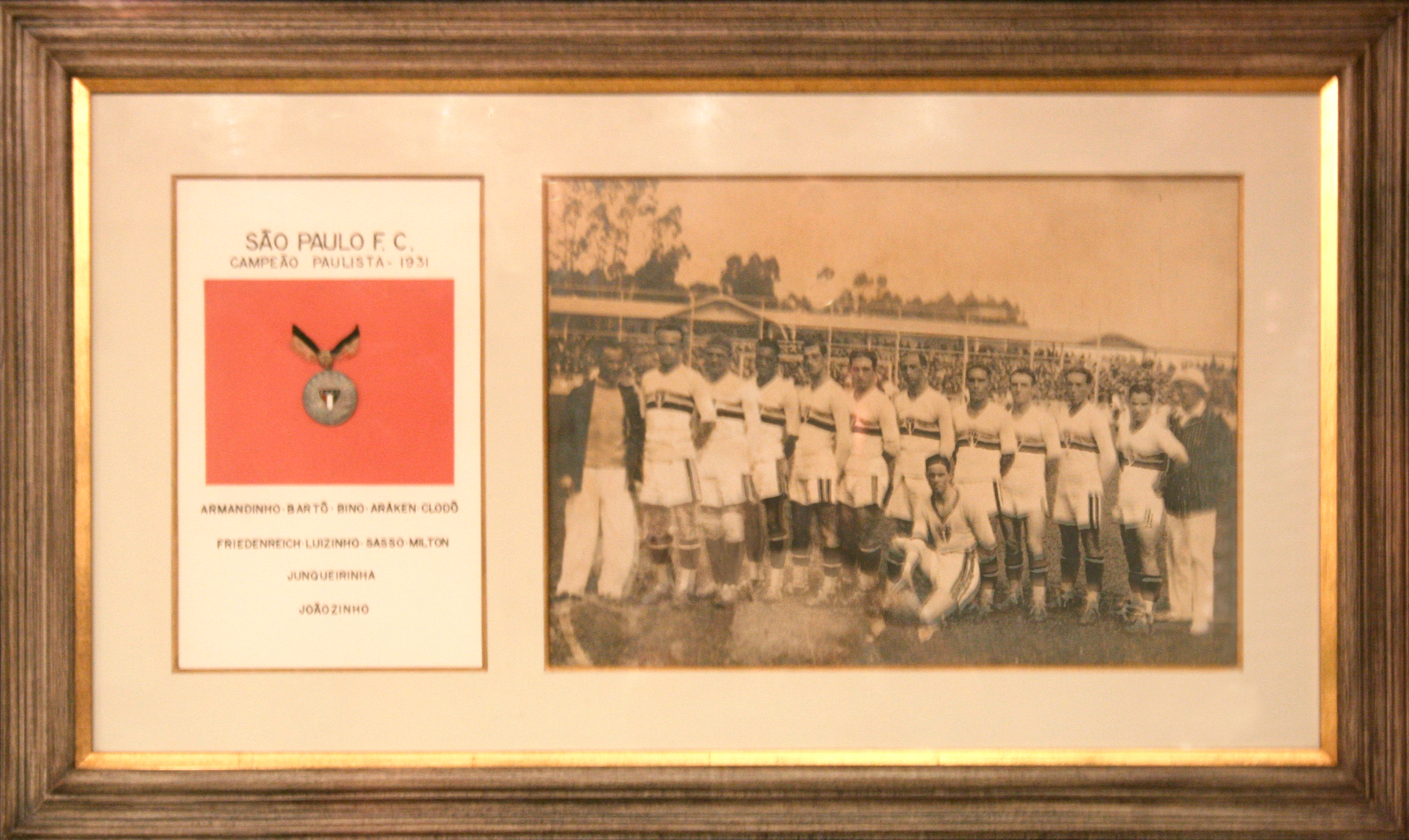
Quadro com a medalha e a foto do time que conquistou o primeiro título para o clube em 1931.

Ainda pelo campeonato estadual, o clube é o que mais vezes recebeu a "coroação" de Rei da Década, foram quatro vezes: década de 1940 (cinco títulos), década de 1970 (três títulos - dividido), década de 1980 (quatro títulos) e década de 1990 (quatro títulos).
O São Paulo Futebol Clube chegou a conquistar sete títulos com sua equipe principal em 1993, quando o Tricolor Paulista foi campeão da Taça Libertadores, da Supercopa Libertadores, da Recopa Sul-Americana, da Copa Intercontinental e dos torneios amistosos Ciudad de Santiago, Santiago de Compostela e Troféu Jalisco. Conquistou a tríplice coroa formada por estadual, continental e mundial duas vezes, em 1992 e 2005, e a quádrupla coroa internacional uma vez, em 1993. Vencendo a Recopa Sul-Americana e a Copa Conmebol, em 1994, o time foi campeão de oito campeonatos internacionais oficiais em 3 anos (1992 a 1994).
O clube possui diversos outros esportes tais como atletismo, basquete, boxe, ginástica, handebol, tênis e vôlei, mas nenhum deles alcança a projeção do futebol por, entre outros motivos, serem amadores e provenientes do complexo social do clube. Porém, esporadicamente, tomam proporções maiores ao alçar esportistas como Éder Jofre e Adhemar Ferreira da Silva.
O São Paulo também teve a honra de ter revelado atletas do nível de João do Pulo e Aurélio Miguel e ter sido escolhido como casa dos já consagrados Marcelo Negrão e Janeth Arcain.

## Futebol

### Principais competições
| HONRARIAS      | HONRARIAS | HONRARIAS | HONRARIAS |
|                | Competição | Títulos   | Temporadas |
| -------------- | --- | --------- | --- |
|                | Quádrupla Coroa Internacional                                                                                     | 1         | 1993 |
|                | Tríplice Coroa | 2         | 1992 e 2005 |
|                | 2º Melhor Clube Brasileiro e 8º Melhor Clube da América do Sul do Século XX                                       | 1         | Condecoração outorgada em 2009, pela IFFHS, abrange o período de 1° de janeiro de 1901 a 31 de dezembro de 2000.                   |
|                | Melhor Clube Brasileiro, 2º Melhor Clube da América do Sul e 13º Melhor no Ranking Mundial na Década de 2001-2010 | 1         | Condecoração outorgada em 2010, pela IFFHS, abrange o período de 1° de janeiro de 2001 a 31 de dezembro de 2010.                   |
| MUNDIAIS       | |           | |
|                | Competição | Títulos   | Temporadas |
|                | Copa do Mundo de Clubes da FIFA                                                                                   | 1         | 2005 |
|                | Copa Intercontinental                                                                                             | 2         | 1992 e 1993 |
| CONTINENTAIS   | |           | |
|                | Competição | Títulos   | Temporadas |
|                | Copa Libertadores da América                                                                                      | 3         | 1992, 1993 e 2005 |
|                | Copa Sul-Americana                                                                                                | 1         | 2012 |
|                | Recopa Sul-Americana                                                                                              | 2         | 1993 e 1994 |
|                | Supercopa Libertadores                                                                                            | 1         | 1993 |
|                | Copa Conmebol | 1         | 1994 |
|                | Copa Master da Conmebol                                                                                           | 1         | 1996 |
| NACIONAIS      | |           | |
|                | Competição | Títulos   | Temporadas |
|                | Campeonato Brasileiro                                                                                             | 6         | 1977, 1986, 1991, 2006, 2007 e 2008                                                                                                |
|                | Copa do Brasil | 1         | 2023 |
|                | Supercopa Rei | 1         | 2024 |
| INTERESTADUAIS | |           | |
|                | Competição | Títulos   | Temporadas |
|                | Torneio Rio-São Paulo                                                                                             | 1         | 2001 |
| ESTADUAIS      | |           | |
|                | Competição | Títulos   | Temporadas |
|                | Campeonato Paulista                                                                                               | 22        | 1931, 1943, 1945, 1946, 1948, 1949, 1953, 1957, 1970, 1971, 1975, 1980, 1981, 1985, 1987, 1989, 1991,1992, 1998, 2000, 2005 e 2021 |
|                | Supercampeonato Paulista                                                                                          | 1         | 2002 |

### Outras competições oficiais[13][14]
| Nacional      | Nacional                                                                 | Nacional | Nacional                                                         |
|               | Competição                                                               | Títulos  | Temporadas                                                       |
| ------------- | ------------------------------------------------------------------------ | -------- | ---------------------------------------------------------------- |
| Brasil        | Taça Independência do Brasil                                             | 1        | 1971                                                             |
| Maranhão      | Torneio Governador Nunes Freire (Maranhão)                               | 1        | 1976                                                             |
| Interestadual |                                                                          |          |                                                                  |
|               | Competição                                                               | Títulos  | Temporadas                                                       |
| X             | Taça dos Campeões Estaduais Rio-São Paulo                                | 11       | 1931, 1943, 1945, 1946, 1948, 1953, 1957, 1975, 1980, 1985, 1987 |
| Estadual      |                                                                          |          |                                                                  |
|               | Competição                                                               | Títulos  | Temporadas                                                       |
| São Paulo     | Torneio Início Paulista                                                  | 3        | 1932, 1940 e 1945                                                |
| São Paulo     | Torneio Extra Paulista                                                   | 1        | 1934                                                             |
|               | Taça Cidade de São Paulo                                                 | 1        | 1944                                                             |
| São Paulo     | Torneio Prefeito Lineu Prestes                                           | 1        | 1950                                                             |
| São Paulo     | Torneio Roberto Gomes Pedrosa                                            | 1        | 1956                                                             |
| São Paulo     | Taça Charles Miller - Taça Prefeitura Municipal                          | 1        | 1956                                                             |
|               | Taça Piratininga                                                         | 4        | 1967, 1969, 1970 e 1971                                          |
|               | Taça Cidade de São Paulo (1º Turno do Campeonato Paulista)               | 1        | 1975                                                             |
| São Paulo     | Taça 2º Turno do Campeonato Paulista                                     | 1        | 1980                                                             |
| São Paulo     | Taça Governador do Estado de São Paulo (2º Turno do Campeonato Paulista) | 3        | 1981, 1982 e 1985                                                |
| São Paulo     | Troféu José Ermírio de Moraes Filho (1ª Fase do Campeonato Paulista)     | 1        | 1991                                                             |

### Competições extraoficiais
| Nacional  | Nacional                                        | Nacional | Nacional                            |
|           | Competição                                      | Títulos  | Temporadas                          |
| --------- | ----------------------------------------------- | -------- | ----------------------------------- |
| Brasil    | Troféu Osmar Santos (Turno Camp. Brasileiro)    | 4        | 2006, 2007, 2018 e 2020             |
| Brasil    | Troféu João Saldanha (Returno Camp. Brasileiro) | 4        | 2006, 2007, 2008 e 2012             |
| Estadual  |                                                 |          |                                     |
|           | Competição                                      | Títulos  | Temporadas                          |
| São Paulo | Taça dos Invictos                               | 6        | 1946, 1947, 1972, 1975, 2005 e 2007 |

### Competições amistosas
| Internacional           | Internacional                                                 | Internacional | Internacional |
|                         | Competição                                                    | Títulos       | Temporadas    |
| ----------------------- | ------------------------------------------------------------- | ------------- | ------------- |
| Brasil                  | Taça Ministro das Relações do Exterior do Brasil (Brasil)     | 1             | 1941          |
| Paraguai                | Taça Coletividade Brasileira (Paraguai)                       | 1             | 1945          |
| Suécia                  | Taça Malmö FF (Suécia)                                        | 1             | 1949          |
| Itália                  | Copa Rubro-Azul (Itália)                                      | 1             | 1951          |
| Alemanha                | Troféu Saarbrücken (Alemanha)                                 | 1             | 1951          |
| Dinamarca               | Taça Kjøbenhavns Boldklub (Dinamarca)                         | 1             | 1951          |
| México                  | Troféu Jarrito (México)                                       | 1             | 1955          |
| Venezuela               | Pequena Copa do Mundo (Venezuela)                             | 2             | 1955 e 1963   |
| Brasil                  | I Copa São Paulo (Brasil)                                     | 1             | 1957          |
| Colômbia                | Torneio Quadrangular de Cali (Colômbia)                       | 1             | 1960          |
| México                  | Torneio Pentagonal de Guadalajara (México)                    | 1             | 1960          |
| Brasil                  | Taça Sporting Club de Portugal (Brasil)                       | 1             | 1960          |
| Brasil                  | Taça Deputado Mendonça Falcão (Brasil)                        | 1             | 1960          |
| Paraguai                | Taça Club Nacional (Paraguai)                                 | 1             | 1963          |
| El Salvador             | I Triangular de El Salvador (El Salvador)                     | 1             | 1964          |
| Itália                  | Troféu Cidade de Florença (Itália)                            | 1             | 1964          |
| Itália                  | Torneio Internacional de Florença (Itália)                    | 1             | 1964          |
| Brasil                  | Troféu Sport Lisboa e Benfica (Brasil)                        | 1             | 1968          |
| Espanha                 | Troféu Colombino (Espanha)                                    | 1             | 1969          |
| Brasil                  | Troféu Seleções do Readers Digest (Brasil)                    | 1             | 1970          |
| Brasil                  | Troféu José Alves Marques (Brasil)                            | 1             | 1971          |
| Uruguai                 | Troféu Dr. Cyro Ciambruno (Uruguai)                           | 1             | 1974          |
| Chile                   | Troféu Cacique Anaucana (Chile)                               | 1             | 1978          |
| México                  | Placa Federación Mexicana de Fútbol (México)                  | 1             | 1981          |
| Brasil                  | Troféu Nabi Abi Chedid (Brasil)                               | 1             | 1981          |
| Estados Unidos          | Torneio Internacional de Verão (EUA)                          | 1             | 1982          |
| Espanha                 | Troféu Real Madrid (Espanha)                                  | 1             | 1986          |
| Jamaica                 | Taça da Jamaica (Jamaica)                                     | 1             | 1987          |
| Trindade e Tobago       | Troféu de Trinidad e Tobago (Trinidad e Tobago)               | 1             | 1987          |
| Suécia                  | Troféu Stora 100 Anos (Súecia)                                | 1             | 1988          |
| Índia                   | Super Soccer Cup (Índia)                                      | 2             | 1989 e 2007   |
| México                  | Torneio Quadrangular de Guadalajara (México)                  | 1             | 1989          |
| Japão                   | Taça KKT Gahara (Japão)                                       | 1             | 1989          |
| Chile                   | Torneio da Amizade (Chile)                                    | 1             | 1990          |
| México                  | Torneio Quadrangular de León (México)                         | 1             | 1990          |
| Espanha                 | Troféu Cidade de Barcelona (Espanha)                          | 2             | 1991 e 1992   |
| Espanha                 | Troféu Teresa Herrera (Espanha)                               | 1             | 1992          |
| Espanha                 | Troféu Ramón de Carranza (Espanha)                            | 1             | 1992          |
| Chile                   | Copa Cidade de Santiago (Chile)                               | 1             | 1993          |
| Brasil                  | Copa da Amizade (Brasil)                                      | 1             | 1993          |
| Espanha                 | Torneio Xacobeo (Espanha)                                     | 1             | 1993          |
| Espanha                 | Torneio Santiago de Compostela (Espanha)                      | 1             | 1993          |
| Estados Unidos          | Taça Cidade de Los Angeles (EUA)                              | 1             | 1993          |
| México                  | Torneio Jalisco (México)                                      | 1             | 1993          |
| Argentina               | Taça Club Atlético San Lorenzo de Almagro (Argentina)         | 1             | 1994          |
| Itália                  | Troféu Achilie e Cesare Bortolotti (Itália)                   | 1             | 1995          |
| Chile                   | Copa Cerveja Cristal (Chile)                                  | 1             | 1996          |
| Brasil                  | Copa Clubes Irmãos (Brasil)                                   | 1             | 1997          |
| Brasil                  | Copa Euro-América (Brasil)                                    | 1             | 1999          |
| Estados Unidos          | Copa Los Angeles (EUA)                                        | 1             | 1999          |
| México                  | Taça Cidade de Pachuca (México)                               | 1             | 1999          |
| Brasil                  | Copa Constantino Cury (Brasil)                                | 1             | 2000          |
| Índia                   | Troféu Mohammedan Sporting Club                               | 1             | 2007          |
| Portugal                | Copa Eusébio (Portugal)                                       | 1             | 2013          |
| Estados Unidos          | Copa da Flórida (EUA)                                         | 1             | 2017          |
| Nacional                |                                                               |               |               |
|                         | Competição                                                    | Títulos       | Temporadas    |
| Rio de Janeiro          | Taça Dr. Cunha Bueno (Rio de Janeiro)                         | 1             | 1930          |
| Bahia                   | Taça São Paulo FC X Ypiranga (Salvador)                       | 1             | 1937          |
| Pernambuco              | Taça Hotel Avenida (Recife)                                   | 1             | 1937          |
| Minas Gerais            | Taça Mesbla (Uberaba)                                         | 1             | 1939          |
| Brasil                  | Taça General Eurico Gaspar Dutra                              | 1             | 1943          |
| São Paulo               | Olimpíada Tricolor (São Paulo)                                | 1             | 1944          |
| Rio de Janeiro          | Taça Amizade (Rio de Janeiro)                                 | 1             | 1946          |
| Minas Gerais            | Taça Cid de Mattos Vianna (Poços de Caldas)                   | 1             | 1946          |
| São Paulo               | Troféu Os Amigos no Esporte                                   | 1             | 1947          |
| Bahia                   | Taça Governador Octávio Mangabeira (Bahia)                    | 1             | 1947          |
| Brasil                  | Troféu Dr. Ademar de Barros                                   | 1             | 1948          |
| Paraná                  | Taça Corante Wilson (Curitiba)                                | 1             | 1949          |
| Paraná                  | Taça Arthur Santos (Londrina)                                 | 1             | 1950          |
| Paraná                  | Taça Renato Fernandes (Cambará)                               | 1             | 1950          |
| Pernambuco              | Taça Forças Armadas Brasileiras (Recife)                      | 1             | 1954          |
| Pernambuco              | Taça Cidade de São Paulo (Recife)                             | 1             | 1954          |
| Pernambuco              | Taça Cidade do Recife (Recife)                                | 1             | 1954          |
| Pernambuco              | Taça Adelmar Costa Carvalho (Recife)                          | 1             | 1954          |
| São Paulo               | Taça Cia. Antarctica Paulista                                 | 1             | 1954          |
| Bahia                   | Taça Governador Régis Pacheco (Salvador)                      | 1             | 1954          |
| Paraná                  | Taça Presidentes (Mandaguari)                                 | 1             | 1956          |
| Paraná                  | Troféu Deoclesiano Dantas de Freitas (Arapongas)              | 1             | 1956          |
| Sergipe                 | Taça Federação Sergipana de Desportos (Sergipe)               | 1             | 1959          |
| Paraná                  | Taça Cidade dos Passarinhos (Arapongas)                       | 1             | 1962          |
| Mato Grosso do Sul      | Taça Sorveteria Morumbi (Mato Grosso do Sul)                  | 1             | 1964          |
| Amazonas                | Taça Laudo Natel (Amazonas)                                   | 1             | 1965          |
| Minas Gerais            | Troféu O Mais Querido (Belo Horizonte)                        | 1             | 1968          |
| Paraná                  | Taça ASCB (Paraná)                                            | 1             | 1975          |
| Paraíba                 | Taça Prefeito Hermano de Almeida (Paraíba)                    | 1             | 1975          |
| São Paulo               | Troféu Abertura da Temporada (São Paulo)                      | 1             | 1976          |
| São Paulo               | II Copa São Paulo – Taça Governador Laudo Natel (São Paulo)   | 1             | 1976          |
| Paraná                  | Taça Cidade de Maringá (Paraná)                               | 1             | 1976          |
| Goiás                   | Troféu Antônio Inácio da Silva (Goiás)                        | 1             | 1979          |
| Brasil                  | Taça Anos de Ouro do Futebol Brasileiro                       | 1             | 1980          |
| São Paulo               | Taça Governador do Estado de São Paulo                        | 1             | 1980          |
| Paraná                  | Troféu Jacy M. Scanacatta (Cascavel)                          | 1             | 1982          |
| Goiás                   | Troféu Governador Onofre Quinan (Goiás)                       | 1             | 1984          |
| Bahia                   | Troféu Amilton Vasconcelos (Bahia)                            | 1             | 1984          |
| Santa Catarina          | Triangular Luiz Henrique Rosa (Santa Catarina)                | 1             | 1985          |
| Brasil                  | Taça José Oscar Bernardi                                      | 1             | 1985          |
| Goiás                   | Troféu Centro Olímpico de Ceres (Goiás)                       | 1             | 1986          |
| Espírito Santo (estado) | Torneio Quadrangular do Estado do Esp. Santo (Espírito Santo) | 1             | 1986          |
| Minas Gerais            | Troféu José Lopes (Cambuí)                                    | 1             | 1990          |
| Pará                    | Taça Federação Paraense de Futebol (Pará)                     | 1             | 1993          |
| Minas Gerais            | Torneio Rei Dario (Uberlândia)                                | 1             | 1995          |
| Brasil                  | Copa dos Campeões Mundiais                                    | 2             | 1995 e 1996   |
| Interestadual           |                                                               |               |               |
|                         | Competição                                                    | Títulos       | Temporadas    |
| X                       | Pentagonal Rio-São Paulo – Torneio Relâmpago (RJ/SP)          | 1             | 1949          |
| X                       | Torneio Quadrangular Rio-São Paulo (RJ/SP)                    | 1             | 1952          |
| X                       | Torneio Triangular de Uberaba (RJ/SP/MG)                      | 1             | 1954          |
| Estadual                |                                                               |               |               |
|                         | Competição                                                    | Títulos       | Temporadas    |
|                         | Taça Nestor (Espírito Santo do Pinhal)                        | 1             | 1930          |
| São Paulo               | Taça Trocadero                                                | 1             | 1932          |
|                         | Taça Café Motta (Campinas)                                    | 1             | 1936          |
|                         | Taça Guaraína (São José do Rio Preto)                         | 1             | 1936          |
|                         | Taça Alberto Casser (Sorocaba)                                | 1             | 1938          |
|                         | Taça 2º Regimento de Cavalaria (Pirassununga)                 | 1             | 1938          |
|                         | Taça Cigarros Trianon (Ribeirão Preto)                        | 1             | 1938          |
|                         | Taça C.O.I. (São Paulo)                                       | 1             | 1941          |
|                         | Taça Fabar (Ourinhos)                                         | 1             | 1943          |
|                         | Taça Branca Dayse (Franca)                                    | 1             | 1943          |
| São Paulo               | Taça O Esporte                                                | 1             | 1945          |
|                         | Taça José Ferreira Keffer (Bauru)                             | 1             | 1945          |
|                         | Taça Argemiro Ribeiro de Oliveira (Barretos)                  | 1             | 1946          |
|                         | Taça Cia Internacional de Capitalização (Piracicaba)          | 1             | 1946          |
|                         | Taça General Milton de Almeida (Limeira)                      | 1             | 1946          |
|                         | Taça Castelões (Ribeirão Preto)                               | 1             | 1947          |
|                         | Troféu Zé Povo (Novo Horizonte)                               | 1             | 1948          |
|                         | Troféu Casanova (Barretos)                                    | 1             | 1948          |
|                         | Taça Dr. José Ribeiro Fortez (São Joaquim da Barra)           | 1             | 1948          |
|                         | Taça APCC (São Paulo)                                         | 1             | 1948          |
|                         | Troféu Filhos de Araçatuba                                    | 1             | 1949          |
|                         | Taça Presidente Cícero Pompeu de Toledo (Bauru)               | 1             | 1949          |
|                         | Taça Feliz Aniversário (Bauru)                                | 1             | 1950          |
| São Paulo               | Torneio Quadrangular Paulista                                 | 1             | 1952          |
|                         | Troféu Gloria Victis                                          | 1             | 1952          |
|                         | Taça Termômetro Esportivo (Santos)                            | 1             | 1953          |
|                         | Taça Jorge F. de Mattos (Ribeirão Preto)                      | 1             | 1954          |
|                         | Copa Irmãos del Ry (Barretos)                                 | 1             | 1956          |
|                         | Taça 18 de Março                                              | 1             | 1957          |
|                         | Taça do Povo (Santa Cruz do Rio Pardo)                        | 1             | 1958          |
|                         | Copa Imperial (Barretos)                                      | 1             | 1958          |
|                         | Troféu Casa André Luiz (Diadema)                              | 1             | 1961          |
|                         | Troféu Honra ao Mérito (Limeira)                              | 1             | 1961          |
|                         | Troféu de Madeira (Itapetininga)                              | 1             | 1961          |
|                         | Troféu Agência Sinca (Osvaldo Cruz)                           | 1             | 1962          |
|                         | Taça Prefeitura Municipal de Rio Claro                        | 1             | 1973          |
|                         | Taça José Cury Andere (Mogi das Cruzes)                       | 1             | 1974          |
|                         | Taça Esporte Clube Noroeste (Bauru)                           | 1             | 1975          |
|                         | Troféu Cidade de Guaíra                                       | 1             | 1976          |
|                         | Troféu Eliseu de Andrade (São Sebastião da Grama)             | 1             | 1976          |
|                         | Torneio Triangular Piracicabano                               | 1             | 1976          |
|                         | Troféu Aniversário de São Bernardo do Campo                   | 1             | 1978          |
|                         | Troféu Dr. Theodoro Mendes (Sorocaba)                         | 1             | 1978          |
| São Paulo               | Taça Cícero Pompeu de Toledo                                  | 1             | 1980          |
| Brasil                  | Troféu Semana da Asa                                          | 1             | 1986          |
|                         | Troféu Miguel Assad Macool Filho (Santos)                     | 1             | 1988          |
| São Paulo               | Taça Diário Popular 105 Anos (São Paulo)                      | 1             | 1989          |
|                         | Taça Cidade de Ribeirão Preto                                 | 1             | 1995          |
|                         | Troféu ACESAN (Santos)                                        | 1             | 1997          |
| São Paulo               | Taça Philips do Brasil                                        | 1             | 1999          |

### Troféus Secundários
| Internacional             | Internacional                                                | Internacional | Internacional                 |
|                           | Competição                                                   | Títulos       | Temporadas                    |
| ------------------------- | ------------------------------------------------------------ | ------------- | ----------------------------- |
| Venezuela                 | Taça Federación Venezuelana de Fútbol                        | 1             | 1955                          |
| Venezuela                 | Taça Instituto Nacional de Desportos                         | 1             | 1955                          |
| Venezuela                 | Taça Ministro da Educação                                    | 1             | 1955                          |
| Venezuela                 | Troféu Colônia Portuguesa                                    | 1             | 1955                          |
| México                    | Troféu Neo Anahist                                           | 1             | 1960                          |
| Itália                    | Troféu La Nazione                                            | 1             | 1964                          |
| Japão                     | Copa Toyota (Japão)                                          | 2             | 1992 e 1993                   |
| Japão                     | Troféu Prefeitura de São Paulo                               | 1             | 1992                          |
| Japão                     | Taça Recopa Japan AirLines (Japão)                           | 2             | 1993 e 1994                   |
|                           | Prato da Copa Toyota Libertadores da América                 | 1             | 2005                          |
| Nacional                  |                                                              |               |                               |
|                           | Competição                                                   | Títulos       | Temporadas                    |
| Maranhão                  | Troféu Governador Nunes Freire                               | 1             | 1976                          |
| Brasil                    | Campeonato Brasileiro                                        | 1             | 1991                          |
| Brasil                    | Troféu Clube dos 13                                          | 1             | 1991                          |
| Brasil                    | Troféu Deputado Romeu Queiroz                                | 1             | 1991                          |
| Brasil                    | Troféu Federação Paulista de Futebol                         | 1             | 1991                          |
| Minas Gerais              | Troféu Futel (Uberlândia)                                    | 1             | 1995                          |
| São Paulo                 | Copa Governador do Estado de São Paulo                       | 2             | 2006 e 2007                   |
| São Paulo                 | Taça Grupo de Empresários do São Paulo                       | 2             | 2006 e 2007                   |
| Brasil                    | Taça Caixa Econômica Federal (Taça CBF ou Taça das Bolinhas) | 1             | 2007                          |
| Distrito Federal (Brasil) | Taça Dr. João Havelange                                      | 1             | 2008                          |
| Distrito Federal (Brasil) | Taça Federação Brasiliense de Futebol (Distrito Federal)     | 1             | 2008                          |
| Estadual                  |                                                              |               |                               |
|                           | Competição                                                   | Títulos       | Temporadas                    |
| São Paulo                 | Taça Federação Paulista de Futebol                           | 5             | 1943, 1945, 1946, 1948 e 1949 |
| São Paulo                 | Troféu Fluminense Futebol Clube                              | 1             | 1943                          |
| São Paulo                 | Troféu Confederação Brasileira de Desportos                  | 1             | 1945                          |
| São Paulo                 | Taça Newton Sá e Silva                                       | 1             | 1950                          |
| São Paulo                 | Troféu Adhemar Ferreira da Silva                             | 1             | 1952                          |
| São Paulo                 | Troféu Rádio São Paulo                                       | 1             | 1954                          |
| São Paulo                 | Taça AE Bradesco                                             | 1             | 1957                          |
| São Paulo                 | Taça Miss Campeonato                                         | 1             | 1957                          |
| São Paulo                 | Campeonato Paulista                                          | 1             | 1989                          |
| São Paulo                 | Copa Dr. Nicolas Leoz                                        | 1             | 1991                          |
| São Paulo                 | Copa Governador do Estado de São Paulo                       | 2             | 1991, 1992                    |
| São Paulo                 | Troféu Palácio dos Bandeirantes                              | 4             | 1991, 1992, 1998 e 2000       |
| Brasil                    | Taça TV Globo – 40 Anos                                      | 1             | 2005                          |

### Títulos e Troféus Honoríficos ou por Mérito
| Internacional | Internacional                                         | Internacional | Internacional     |
|               | Competição                                            | Títulos       | Temporadas        |
| ------------- | ----------------------------------------------------- | ------------- | ----------------- |
| Itália        | Fita Azul                                             | 1             | 1964              |
| Itália        | Troféu Esporte Moura Ltda.                            | 1             | 1964              |
| Espanha       | II Troféu Top Marca: Melhor Equipe do Mundo (Espanha) | 1             | 1994              |
| Nacional      |                                                       |               |                   |
|               | Competição                                            | Títulos       | Temporadas        |
| Brasil        | Taça A Maior Contagem da Rodada                       | 2             | 1973 e 1973       |
| Estadual      |                                                       |               |                   |
|               | Competição                                            | Títulos       | Temporadas        |
|               | Troféu do DEIP "O Clube Mais Querido da Cidade"       | 1             | 1940              |
| São Paulo     | Taça Eficiência                                       | 1             | 1972              |
| São Paulo     | Copa Jornal da Tarde: Melhor Ataque                   | 2             | 1985 e 1987       |
| São Paulo     | Troféu Milésimo Jogo no Morumbi (9 de agosto de 1987) | 1             | 1987              |
| São Paulo     | Troféu Fair Play                                      | 3             | 1995, 1998 e 2000 |

## Categorias de base

### Categoria aspirante
A categoria aspirante — incluindo o sub-26 e sub-23 — é formada por jogadores em transição da base para a equipe profissional. Nesse âmbito, o São Paulo manteve equipes aspirantes durante as décadas de 1940, 1950 e 1960. Neste período, inclusive, conquistou inúmeras edições do Campeonato Paulista de Segundos Quadros e, posteriormente, do estadual. Já na década de 1990, obteve duas edições do estadual e o título da Copa João Jorge Saad, em 1997. Duas décadas depois, o São Paulo voltaria a vencer uma competição desta categoria, o Campeonato Brasileiro de 2018. Apesar disso, o clube extinguiu a categoria no ano seguinte de acordo com a avaliação de que a experiência dos últimos anos não resultou em lucros técnicos e financeiros.
| #  | Campeonato                                          | Temporadas                                                                                       | Ref.   |
| -- | --------------------------------------------------- | ------------------------------------------------------------------------------------------------ | ------ |
| 1  | Campeonato Brasileiro de Futebol Sub-23             | 2018                                                                                             | [ 20 ] |
| 16 | Campeonato Paulista de Aspirantes                   | 1933, 1938, 1940, 1943, 1944, 1945, 1946, 1947, 1953, 1954, 1955, 1960, 1962, 1976, 1993 e 1995. | [ 16 ] |
| 1  | Copa João Jorge Saad de Futebol Júnior              | 1997                                                                                             | [ 16 ] |
| 1  | Troféu Cidade de Guararapes                         | 1989                                                                                             | [ 16 ] |
| 1  | Torneio Quadrangular Henrique Santillo              | 1988                                                                                             | [ 16 ] |
| 1  | Troféu Ely Coimbra                                  | 1972                                                                                             | [ 16 ] |
| 1  | Troféu Empresa Estrela Dalva                        | 1967                                                                                             | [ 16 ] |
| 1  | Copa Mr James F. Curtis                             | 1964                                                                                             | [ 16 ] |
| 1  | Troféu Carlos Capriolli                             | 1961                                                                                             | [ 16 ] |
| 1  | Taça do 25º Aniversário da Emancipação de Rancharia | 1960                                                                                             | [ 16 ] |
| 1  | Taça Prefeito Municipal Aldino Pinotto              | 1957                                                                                             | [ 16 ] |
| 1  | Torneio dos Municípios                              | 1950                                                                                             | [ 16 ] |
| 1  | Troféu Club Atlético Boca Juniors                   | 1947                                                                                             | [ 16 ] |
| 1  | Taça Laminação Nacional de Metais                   | 1945                                                                                             | [ 16 ] |
| 1  | Troféu Homenagem aos Heróis de Monte Castelo        | 1945                                                                                             | [ 16 ] |
| 1  | Taça Hermam Freese                                  | 1945                                                                                             | [ 16 ] |
| 1  | Taça Roberto Pedrosa                                | 1944                                                                                             | [ 16 ] |
| 1  | II Olimpíada Tricolor                               | 1943                                                                                             | [ 16 ] |
| 1  | Taça Bazar Soares                                   | 1940                                                                                             | [ 16 ] |
| 1  | Festival da APEA                                    | 1931                                                                                             | [ 16 ] |
| 1  | Taça dos Invictos - Troféu Cásper Líbero            | Taça dos Invictos - Troféu Cásper Líbero                                                         | [ 16 ] |

### Categoria júnior
Na categoria júnior — incluindo o sub-20, sub-19 e sub-18 — os principais feitos do São Paulo ocorreram na Suíça e no Paraguai. No país europeu, obteve os dois títulos do Torneio Blue Star, organizado pela Federação Internacional de Futebol. O país vizinho, por sua vez, serviu como sede da Copa Libertadores da América de 2016 conquistada após uma vitória sobre o uruguaio Liverpool. No contexto nacional, o clube detém três títulos da Copa do Brasil Sub-20, cujas conquistas ocorreram nas edições de 2015, 2016 e 2018. Esta última, inclusive, classificou a equipe para a Supercopa do Brasil, competição conquistada sobre o rival Palmeiras no estádio do adversário. Já na competição da categoria de maior tradição do país, a Copa São Paulo, detém quatro títulos — obtidos nos anos de 1993, 2000, 2010 e 2019 — sendo os dois últimos vencidos nas penalidades. A equipe também venceu outras duas competições tradicionais: o bicampeonato da Taça Belo Horizonte e o tricampeonato da Copa Rio Grande do Sul.
Já no âmbito estadual, o São Paulo é o segundo maior vencedor do Campeonato Paulista, com dez conquistas. Além desse torneio, o clube também é o maior campeão da Copa Ouro da APF Sub-20, conquistando um tricampeonato em 2015, 2016 e 2017. Na década de 1990, o clube obteve outros títulos como o Jogos Regionais, Jogos Abertos do Interior, Taça Cidade Promissão e Torneio Eduardo José Farah.
| MUNDIAIS          | MUNDIAIS                           | MUNDIAIS | MUNDIAIS                                                    |
|                   | Competição                         | Títulos  | Temporadas                                                  |
| ----------------- | ---------------------------------- | -------- | ----------------------------------------------------------- |
| Suíça             | Torneio Blue Star                  | 2        | 1999 e 2000                                                 |
| INTERNACIONAIS    |                                    |          |                                                             |
|                   | Competição                         | Títulos  | Temporadas                                                  |
|                   | Copa Libertadores da América       | 1        | 2016                                                        |
| Estados Unidos    | Dallas Cup                         | 4        | 1995, 2007, 2009 e 2024                                     |
| China             | Future Cup Sub-19                  | 1        | 2017                                                        |
| Catar             | Aspire Tri-Series - Sub-19         | 1        | 2017                                                        |
| China             | Weifang Cup Sub-18                 | 1        | 2013                                                        |
| Espanha           | Torneio Internacional de L'Aculdia | 1        | 2001                                                        |
| Países Baixos     | Torneio Centenário de Juniores     | 1        | 2000                                                        |
| México            | Torneio Centenário de Juniores     | 1        | 2000                                                        |
| Alemanha          | Torneio da Páscoa de Juniores      | 1        | 2000                                                        |
| Peru              | Torneio Victor Benitez Morales     | 1        | 2000                                                        |
| Suíça             | Torneio Internacional de Monthey   | 2        | 1999 e 2000                                                 |
| Chile             | Copa Rider Sweet                   | 1        | 1995                                                        |
| Japão             | Torneio Internacional de Niigata   | 1        | 1995                                                        |
| França            | Torneio Internacional de Croix     | 1        | 1993                                                        |
| NACIONAIS         |                                    |          |                                                             |
|                   | Competição                         | Títulos  | Temporadas                                                  |
| Brasil            | Copa do Brasil                     | 4        | 2015, 2016, 2018 e 2024                                     |
| Brasil            | Supercopa do Brasil                | 1        | 2018                                                        |
| São Paulo         | Copa São Paulo                     | 5        | 1993, 2000, 2010, 2019 e 2025                               |
| Minas Gerais      | Taça Belo Horizonte                | 2        | 1987 e 1997                                                 |
| Rio Grande do Sul | Copa Rio Grande do Sul             | 3        | 2015, 2016 e 2017                                           |
| Brasil            | Copa Brasil 500 anos               | 1        | 1999                                                        |
| Roraima           | Taça Governador de Roraima         | 1        | 1995                                                        |
| ESTADUAIS         |                                    |          |                                                             |
|                   | Competição                         | Títulos  | Temporadas                                                  |
| São Paulo         | Campeonato Paulista                | 10       | 1954, 1955, 1956, 1958, 1987, 1995, 1999, 2000, 2011 e 2016 |
| São Paulo         | Copa Ouro da APF                   | 3        | 2015, 2016 e 2017                                           |
| São Paulo         | Torneio Eduardo José Farah         | 1        | 1997                                                        |
|                   | Campeonato Metropolitano           | 1        | 1980                                                        |
|                   | Jogos Regionais                    | 1        | 1994                                                        |
|                   | Jogos Abertos do Interior          | 1        | 1994                                                        |
|                   | Taça Cidade Promissão              | 1        | 1995                                                        |

### Categoria juvenil
Nesta categoria, que engloba o sub-17 e sub-16, o São Paulo detém dois títulos do Troféu Quixote — competição considerada o mundial interclubes da categoria. O clube também obteve outras dezesseis conquistas internacionais, incluindo o tricampeonato do Torneio Brasil-Japão, os dois títulos da série Aspire Tri, o Desafio Pelé Internacional e a J-League Challenge Cup. O retrospecto em competições nacionais é semelhante, com os principais títulos da Copa 2 de Julho de 2011, da Copa do Brasil de 2013 e 2020, além da Supercopa do Brasil de 2020.
Na mesma década, o São Paulo conquistou uma sequência de bicampeonatos de competições amistosas periféricas — organizadas ou chanceladas por federações estaduais. Os dois primeiros feitos aconteceram nos anos de 2016 e 2017, período no qual o clube venceu a Taça Belo Horizonte e a Salvador Cup. Nas duas temporadas seguintes, o triunfo foram nas edições da FAM Cup.
Já no âmbito estadual, o São Paulo é o maior vencedor do Campeonato Paulista, com 21 conquistas. Além de outros dois títulos da Copa Ouro, da Paulista Cup Sub-16 e do Campeonato Metropolitano.
| MUNDIAIS                | MUNDIAIS                                      | MUNDIAIS | MUNDIAIS |
|                         | Competição                                    | Títulos  | Temporadas |
| ----------------------- | --------------------------------------------- | -------- | --- |
| Espanha                 | Troféu Quixote                                | 2        | 2007 e 2008 |
| INTERNACIONAIS          |                                               |          | |
|                         | Competição                                    | Títulos  | Temporadas |
| Espanha                 | Taça Mundialito 82                            | 1        | 1983 |
| =Emirados Árabes Unidos | Al Wahda Cup                                  | 1        | 1994 |
| México                  | Copa Caribe                                   | 1        | 1995 |
| Alemanha                | Torneio Internacional de Wiedenbrück Sub-16   | 1        | 1995 |
| Brasil                  | Torneio Rolando Marques                       | 2        | 1995 e 1996 |
| Brasil                  | Torneio Brasil-Japão                          | 3        | 1996, 1999 e 2002 |
| Itália                  | Torneio Internacional de Gradisca             | 1        | 1998 |
| Brasil                  | Brazil Cup                                    | 1        | 2001 |
| Espanha                 | Torneio Internacional Athletic Club de Bilbao | 1        | 2003 |
| Coreia do Sul           | Torneio Internacional de Suwon                | 1        | 2003 |
| Brasil                  | Torneio Internacional de Águas de Lindóia     | 1        | 2004 |
| Inglaterra              | Desafio Pelé Internacional                    | 1        | 2007 |
| =Emirados Árabes Unidos | Torneio Internacional de Zayed Sub-16         | 1        | 2008 |
| México                  | Torneio Bicentenário da Independência         | 1        | 2010 |
| Catalunha               | Aspire Tri-Series Sub-17                      | 1        | 2017 |
| Catalunha               | Aspire Tri-Series Sub-16                      | 1        | 2017 |
| Japão                   | J-League Challenge Cup                        | 1        | 2018 |
| Brasil                  | FAM Cup                                       | 2        | 2018 e 2019 |
| Brasil                  | Copa Criciúma                                 | 1        | 2023 |
| China                   | Hooray Cup Sub-16                             | 1        | 2024 |
| NACIONAIS               |                                               |          | |
|                         | Competição                                    | Títulos  | Temporadas |
| Brasil                  | Copa do Brasil                                | 2        | 2013 e 2020 |
| Brasil                  | Supercopa do Brasil                           | 1        | 2020 |
| Minas Gerais            | Taça Belo Horizonte                           | 2        | 2016 e 2017 |
| Bahia                   | Salvador Cup                                  | 2        | 2016 e 2017 |
|                         | Troféu Marcelo de Castro Leite                | 1        | 1974 |
| São Paulo               | Troféu Governador do Esp. Santo               | 1        | 1977 |
| Minas Gerais            | Troféu Tenente Coronel Terra                  | 1        | 1985 |
|                         | Copa Zico                                     | 1        | 2002 |
| Bahia                   | Copa 2 de Julho                               | 1        | 2011 |
| São Paulo               | Ajax Future Cup                               | 1        | 2013 |
| ESTADUAIS               |                                               |          | |
|                         | Competição                                    | Títulos  | Temporadas |
| São Paulo               | Campeonato Paulista                           | 21       | 1942, 1946, 1954 (A), 1954 (B), 1955 (A), 1956 (A), 1964, 1969, 1970, 1973, 1976, 1979, 1982, 1990 (GSP), 1991, 1991 (GSP), 1995, 2006, 2015, 2016 e 2019 |
|                         | Taça Oriental                                 | 1        | 1939 |
|                         | Taça Estádio Municipal                        | 1        | 1940 |
|                         | Taça Avany Viana                              | 1        | 1941 |
|                         | Taça Bandeirantes                             | 1        | 1952 |
|                         | Troféu Irmãos Spinelli                        | 1        | 1953 |
|                         | Troféu Prefeitura de Caçapava                 | 1        | 1954 |
|                         | Taça Vereador Alípio Henrique                 | 1        | 1955 |
|                         | Taça Pereira Lima                             | 1        | 1956 |
|                         | Taça S.P.F.C x Est. do Paraíso                | 1        | 1956 |
|                         | Taça Dr. Wladimir de Toledo Piza              | 1        | 1956 |
|                         | Taça Osvaldo Mueller                          | 1        | 1956 |
|                         | Troféu GE Paraguassu                          | 2        | 1956 e 1957 |
|                         | Troféu Carmelo D’Agostino                     | 1        | 1958 |
|                         | Torneio Adhemar de Barros                     | 1        | 1960 |
|                         | Troféu Tintas Super                           | 1        | 1960 |
|                         | Troféu CA Santana                             | 1        | 1963 |
|                         | Troféu Associação Atlética Açucena            | 1        | 1963 |
|                         | Troféu Vulcanos                               | 1        | 1963 |
|                         | Copa 23º Aniv. da Congregação Baiana          | 1        | 1963 |
|                         | Troféu Vicente Ítalo Feola                    | 1        | 1964 |
|                         | Troféu Oswaldo                                | 1        | 1965 |
|                         | Troféu Lauro Isaías                           | 1        | 1965 |
|                         | Troféu CMTC Clube                             | 1        | 1966 |
|                         | Troféu Praça XI FC                            | 1        | 1967 |
|                         | Troféu Ducal                                  | 1        | 1968 |
|                         | Troféu Lions Clube                            | 1        | 1968 |
|                         | Troféu Bellini                                | 1        | 1968 |
|                         | Troféu SE Palmeirinha                         | 1        | 1971 |
|                         | Troféu Café do Ponto Futebol Clube            | 1        | 1971 |
|                         | Troféu Laudo Natel                            | 1        | 1971 |
|                         | Troféu Esporte Clube Pinheiros                | 1        | 1974 |
|                         | Festival do CAR Maria Zélia                   | 1        | 1974 |
|                         | Troféu Adhemar de Barros Filho                | 1        | 1974 |
|                         | Troféu Carlos Felippi Junior                  | 1        | 1977 |
|                         | Taça EC Bela Vista                            | 1        | 1978 |
|                         | Taça 80º Aniversário do MDP II                | 1        | 1978 |
|                         | Troféu Jarinu FC                              | 1        | 1978 |
|                         | Copa 1º de Maio                               | 1        | 1979 |
|                         | Troféu Portuários                             | 1        | 1979 |
|                         | Troféu Cristiane Paula Tenor                  | 1        | 1981 |
|                         | Troféu Milton Barreiros                       | 1        | 1981 |
|                         | Troféu Rebouças                               | 1        | 1982 |
|                         | Troféu Ademar J. Estevam                      | 1        | 1983 |
|                         | Troféu Prefeitura do Município de Cotia       | 1        | 1984 |
|                         | Troféu CA Osasco                              | 1        | 1986 |
|                         | Taça COFI                                     | 3        | 1989, 1990 e 1992 |
|                         | Copa Luciano do Valle Sub-16                  | 1        | 1995 |
| São Paulo               | Copa Ouro da APF                              | 2        | 2016 e 2017 |
| São Paulo               | Paulista Cup Sub-16                           | 2        | 2017 e 2018 |
| São Paulo               | Copa Buh                                      | 1        | 2023 |

### Categoria infantil
| INTERNACIONAIS | INTERNACIONAIS                           | INTERNACIONAIS | INTERNACIONAIS                                                                                        |
|                | Competição                               | Títulos        | Temporadas                                                                                            |
| -------------- | ---------------------------------------- | -------------- | --- |
|                | Manchester United Premier Cup            | 2              | 2002 e 2009                                                                                           |
|                | Campeonato Sulamericano                  | 3              | 1992, 1993 e 1995                                                                                     |
|                | Copa Mercosul                            | 1              | 2001                                                                                                  |
|                | Torneio Pelé                             | 1              | 1987                                                                                                  |
|                | Supercopa Cidade de Divinópolis Sub-14   | 1              | 1989                                                                                                  |
|                | Copa Internacional Governador do Estado  | 2              | 1992 e 1993                                                                                           |
| Brasil         | Torneio Brasil-Japão                     | 6              | 1997, 1998, 2000, 2007, 2009 e 2018                                                                   |
| Japão          | Torneio Internacional de Tóquio Sub-14   | 2              | 2009 e 2024                                                                                           |
| NACIONAIS      |                                          |                | |
|                | Competição                               | Títulos        | Temporadas                                                                                            |
|                | Copa Votorantim                          | 6              | 1991, 1992, 2013, 2014, 2016 e 2024                                                                   |
| Brasil         | Copa Nike                                | 5              | 1998, 2002, 2006, 2007 e 2009                                                                         |
| Brasil         | Copa do Brasil                           | 1              | 2008                                                                                                  |
| Paraná         | Caju’s Winter Cup                        | 1              | 2021                                                                                                  |
|                | Alcans SA Cup Sub-14                     | 1              | 2023                                                                                                  |
| ESTADUAIS      |                                          |                | |
|                | Competição                               | Títulos        | Temporadas                                                                                            |
| São Paulo      | Campeonato Paulista Sub-15               | 16             | 1955, 1963, 1973, 1976, 1978, 1984, 1989, 1990 (GPS), 1992, 1995, 1997, 1999, 2007, 2008, 2014 e 2018 |
| São Paulo      | Campeonato Paulista Sub-14               | 1              | 2024                                                                                                  |
|                | Copa Vereador Luís do Prado              | 1              | 1954                                                                                                  |
|                | Taça Walter Grandi                       | 1              | 1955                                                                                                  |
|                | Troféu Martorano                         | 1              | 1963                                                                                                  |
|                | Troféu Dr. Silvio P. Moinoloicaru        | 1              | 1963                                                                                                  |
|                | Troféu Firmo de Mello                    | 1              | 1964                                                                                                  |
|                | Troféu Manoel Poço                       | 1              | 1965                                                                                                  |
|                | Troféu Silvestre Salla                   | 1              | 1965                                                                                                  |
|                | Troféu Amizade                           | 1              | 1965                                                                                                  |
|                | Taça Arnaldo Ruic                        | 1              | 1966                                                                                                  |
|                | Troféu Metalúrgica Alpa                  | 1              | 1967                                                                                                  |
|                | Troféu Ducal                             | 1              | 1968                                                                                                  |
|                | Trofeu S.A.C.                            | 1              | 1969                                                                                                  |
|                | Troféu São Paulo FC vs CA Juventus       | 1              | 1968                                                                                                  |
|                | Troféu Glória de Sumaré                  | 1              | 1970                                                                                                  |
|                | Troféu Comissão Municipal de Esportes    | 1              | 1979                                                                                                  |
|                | Troféu Luiz Carlos Aguilleno             | 1              | 1980                                                                                                  |
|                | Troféu Rebouças                          | 1              | 1980                                                                                                  |
|                | Troféu Prefeitura de Carapicuíba         | 2              | 1985 e 1986                                                                                           |
|                | Troféu Café                              | 1              | 1986                                                                                                  |
|                | Troféu COFAP                             | 1              | 1986                                                                                                  |
|                | Taça Empresa de Ônibus Rosa              | 1              | 1986                                                                                                  |
|                | Torneio Quadrangular de Sorocaba         | 1              | 1986                                                                                                  |
|                | Troféu Sergio Gozzi                      | 1              | 1987                                                                                                  |
|                | Troféu Anhembi                           | 1              | 1988                                                                                                  |
|                | Torneio José Astolphi                    | 1              | 1988                                                                                                  |
|                | Copa Integração de Dente de Leite        | 1              | 1988                                                                                                  |
|                | Troféu 20.º Aniversário de Ilha Solteira | 1              | 1988                                                                                                  |
|                | Troféu Jardim Silveira                   | 1              | 1989                                                                                                  |
|                | Troféu Cidade de Dracena                 | 1              | 1989                                                                                                  |
|                | Troféu Cidade de Ourinhos                | 1              | 1989                                                                                                  |
|                | Copa São Carlos                          | 1              | 1989                                                                                                  |
|                | Troféu Cidade de Marília                 | 1              | 1991                                                                                                  |
|                | Torneio de Verão de Votorantim           | 1              | 1992                                                                                                  |
|                | Copa Luciano do Valle Sub-14             | 1              | 1995                                                                                                  |
|                | Torneio de Atibaia                       | 1              | 1996                                                                                                  |
|                | Pita Cup                                 | 1              | 1997                                                                                                  |
|                | Campeonato do DEFE                       | 1              | 2000                                                                                                  |
|                | I Copa Metropolitana                     | 1              | 2001                                                                                                  |
|                | Copa São Paulo                           | 1              | 2002                                                                                                  |
|                | Copa dos Campeões Sub-14                 | 1              | 2002                                                                                                  |
|                | Torneio Presidente Laudo Natel Sub-14    | 1              | 2015                                                                                                  |
|                | Torneio Interclubes de Cotia Sub-14      | 1              | 2015                                                                                                  |
| São Paulo      | Paulista Cup Série Prata Sub-14          | 1              | 2018                                                                                                  |
| São Paulo      | Copa Buh                                 | 1              | 2023                                                                                                  |

### Sub-13 — Mirins
- Campeonato Paulista Sub-13: 2019
- Gothia Cup Sub-13: 2016
- Campeonato Mundial de Sendai Sub-12: 2 vezes (2003 e 2004)
- Copa CFA Laudo Natel Sub-12 - Cotia: 2017
- Peace Cup Sub-13 - Shenyang: 2016
- Campeonato Base Brasil 2020 - Campo Grande: 2015
- Torneio Mundial de Shizuoka Sub-12: 2004
- Copa dos Campeões Associação Paulista de Futebol: 2002
- Torneio da Amizade: 2001
- Campeonato do DEFE Categoria Dentão: 2000
- Campeonato Paulista Metropolitano Mirim: 1992
- Copa Estadual de Futebol Dente de Leite - Caraguatatuba: 1991

### Sub-11 — Pré-mirins
- Campeonato Paulista Sub-11: 2018
- Mundialito de Futebol Pré-Mirim - Bragança Paulista: 1989

### Interclubes Social
- Campeonato Paulista (APIFM) — Sub-17 — Divisão A: 2004
- Campeonato Paulista (APIFM) — Sub-15: 1995
- Campeonato Paulista (APIFM) — Sub-13: 2 vezes (1995 e 2006)
- Campeonato Paulista (APIFM) — Sub-11: 2004
- Campeonato Paulista (APIFM) — Sub-11 — Divisão B: 2006
- Campeonato Paulista (APIFM) — Sub-09: 3 vezes (1995, 2003 e 2005)

## Futebol feminino

### Equipe profissional
| NACIONAIS                             | NACIONAIS | NACIONAIS   | NACIONAIS |
| Competição                            | Títulos   | Temporadas  |           |
| ------------------------------------- | --------- | ----------- | --------- |
| Taça Brasil                           | 1         | 1997        |           |
| Campeonato Brasileiro - Série A2      | 1         | 2019        |           |
| Supercopa do Brasil                   | 1         | 2025        |           |
| INTERESTADUAL                         |           |             |           |
| Competição                            | Títulos   | Temporadas  |           |
| Torneio da Primavera Rio-São Paulo    | 1         | 1997        |           |
| ESTADUAIS                             |           |             |           |
| Competição                            | Títulos   | Temporadas  |           |
| Campeonato Paulista                   | 2         | 1997 e 1999 |           |
| Copa Ouro                             | 1         | 2022        |           |
| Torneio Início do Campeonato Paulista | 1         | 1997        |           |
| AMISTOSOS                             |           |             |           |
| Competição                            | Títulos   | Temporadas  |           |
| Troféu Dourado                        | 1         | 1983        |           |
| Torneio de Campo Grande               | 1         | 1997        |           |
| Taça Holambra                         | 1         | 1997        |           |
| Troféu Aniversário de São Paulo       | 1         | 1998        |           |
| Torneio Dr. Eduardo José Farah        | 1         | 1999        |           |
| Brasil Ladies Cup                     | 1         | 2021        |           |

### Categoria de Base
| INTERNACIONAIS | INTERNACIONAIS                 | INTERNACIONAIS | INTERNACIONAIS                      |
|                | Competição                     | Títulos        | Temporadas                          |
| -------------- | ------------------------------ | -------------- | ----------------------------------- |
|                | Festa Evolução Sub-16          | 2              | 2018 e 2023                         |
|                | Festa Evolução Sub-14          | 1              | 2024                                |
| NACIONAIS      |                                |                |                                     |
|                | Competição                     | Títulos        | Temporadas                          |
| Brasil         | Campeonato Brasileiro Sub-18   | 1              | 2021                                |
| Brasil         | Campeonato Brasileiro Sub-16   | 1              | 2019                                |
| Brasil         | Liga de Desenvolvimento Sub-16 | 3              | 2017, 2018 e 2023                   |
| Brasil         | Liga de Desenvolvimento Sub-14 | 1              | 2024                                |
| Brasil         | Nike Premier Cup Sub-17        | 4              | 2019, 2021, 2022 e 2023             |
| ESTADUAIS      |                                |                |                                     |
|                | Competição                     | Títulos        | Temporadas                          |
| São Paulo      | Campeonato Paulista Sub-20     | 1              | 2024                                |
| São Paulo      | Campeonato Paulista Sub-17     | 6              | 2017, 2018, 2019, 2021, 2022 e 2023 |
| São Paulo      | Paulista Cup Sub-17            | 1              | 2024                                |
| São Paulo      | Campeonato Paulista Sub-15     | 1              | 2024                                |
| São Paulo      | Paulista Cup Sub-15            | 1              | 2024                                |

## e-Sports
- e-Brasileirão: 2019 (por Thiago Avaré).

## Futsal
Em junho de 1954, Paulo Planet Buarque — integrante da Federação Paulista de Futsal — sugeriu a criação do departamento no clube apoiado pela diretoria. A partir da iniciativa, Raul Leite, que já era jogador da modalidade, tratou de organizar o esporte trazendo jogadores novos para formar o time de futsal do São Paulo.
Em 1957, o clube disputou o Primeiro Campeonato Paulista de Futebol de Salão, que foi realizado com oito clubes, e foi vice-campeão.
Em 1960 os adeptos ganharam um ginásio coberto para treino e jogos na área social do clube e em 1979 mais três já estavam prontos para uso em partidas do time. A partir da década de 1970 foram organizados campeonatos internos no clube com o intuito de gerar a confraternização dos sócios. O interesse pela modalidade só aumentou com o passar do tempo.
O São Paulo possui duas categorias de times. A categoria Prata é formada exclusivamente por associados que obtiveram destaque nos campeonatos internos. Já a categoria Ouro é formada por jogadores profissionais.
A partir de 1998 o clube formou uma equipe para jogar a categoria principal do esporte, com jogadores de seleção. Nesse mesmo ano o time conquistou seu primeiro título estadual.  A partir disso os jogadores começaram a angariar títulos para o futsal do São Paulo.
Em fevereiro de 2009 o São Paulo firmou uma parceria com o Esporte Clube União Suzano para formar o time que disputará a Liga Brasileira de Futsal e terá o patrocínio dos Laboratórios Aché.
Entre setembro de 2010 até dezembro de 2011 manteve parceria com a prefeitura de Marília e com a Construban. E para 2012 anunciou parceria com o Colégio Londrinense e Sercomtel.
Competições Oficiais
- Torneio Internacional de Futsal, Bélgica: 1999, 2000.
- Campeonato Paulista de Futsal: 1998, 1999.
- Campeonato Metropolitano Série Ouro: 2000.
- Troféu Cidade de São Paulo: 2005.
- Jogos Regionais do Interior: 1999 (por Osasco); 2003, 2004, 2005; 2011 (por Marília).
- Jogos Abertos do Interior: 1998, 1999 (por Osasco); 2003; 2011 (por Marília).
- Jogos Abertos do Interior, Sub-21: 2012 (por Mogi das Cruzes).

Competições Amistosas
- Torneio Internacional Cidade de Osasco, Brasil: 2000.
- Copa CPA All Football, Portugal: 2003.
- Copa TV TEM: 2007, 2011.
- Copa Crystal, Itapetininga: 2006.
- Copa Barueri: 2002.
- Copa Topper: 1998, 1999, 2004, 2005.
- Torneio Cruzeirão: 2010.
- Copa Jovem Pan - Taça Paulo Machado de Carvalho: 1998, 2001, 2002.
- Troféu José Antônio Bogaz: 1990.
- Troféu Joani Palmeira: 1990.
- Copa Itapecerica, Itapecerica da Serra: 1989.
- Torneio Quadrangular Dr. Caio Pompeu de Toledo: 1976.
- Troféu Miguel Masi Neto: 1975.
- Troféu Dr. Henry Couri Aidar: 1972.

Categorias de Base - Competições Oficiais
- Taça Brasil, Sub-20: 2000.
- Campeonato Paulista Feminino, Sub-17: 1999.
- Campeonato Paulista, Sub-20 (Série Prata): 2011.
- Campeonato Paulista, Sub-15: 2011.
- Campeonato Paulista, Sub-13: 2006, 2007.
- Campeonato Paulista, Sub-11: 2007.
- Campeonato Paulista Metropolitano, Sub-17: 1986, 2000, 2011.
- Campeonato Paulista Metropolitano, Sub-13: 1982, 1983, 1985.
- Campeonato Paulista Metropolitano, Sub-11: 1976, 1978, 1979, 2007.
- Campeonato Paulista Metropolitano, Sub-09: 1980, 2003.
- Torneio Início do Campeonato Paulista Metropolitano, Sub-13: 1975, 1983.
- Torneio Início do Campeonato Paulista Metropolitano, Sub-09: 1983.
- Copa São Paulo de Futsal, Sub-23: 1999.

Categorias de Base - Competições Amistosas
- Copa Interclubes de Futsal Sub-20: 2008.
- IV Copa Cidade de Embu Guaçu: 2008.
- Copa CNA Sub-20: 2007.
- Jogos da Cidade de São Paulo, Regional (Sub-20): 2007.
- Troféu Cidade de São Paulo, Juvenil: 2000.
- Troféu Cidade de São Paulo, Mirim: 1983.
- Troféu Jovem Pan, Mirim: 1983.
- Taça dos Invictos, Mirim: 1982, 1983 (16 jogos).
- Troféu Eficiência das Categorias de Base: 1983.
- Campeão do Salão da Criança, Mirim: 1973.
- Talents Cup, Sub-11: 2011.

## Atletismo

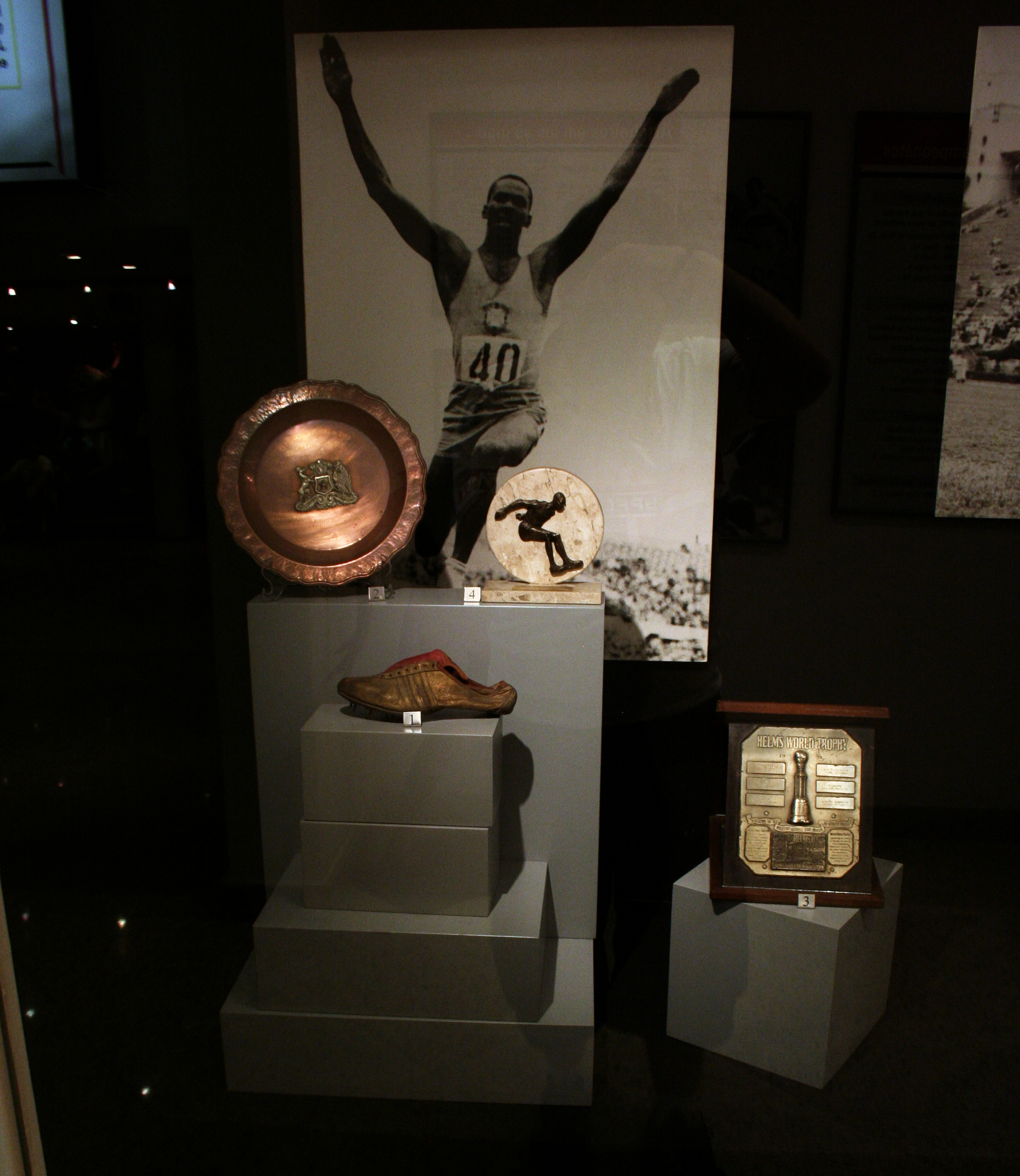
Homenagem ao atleta Adhemar Ferreira da Silva no memorial do São Paulo Futebol Clube.

O atletismo do clube iniciou-se em 1943 e já em 1944 conquistou uma série de 14 títulos paulistas, que acabaram somente em 1957. Porém já em 1961 conquistou esses mesmos títulos até 1966, sendo, portanto, campeão por 20 vezes em 25 anos. O São Paulo revelou Adhemar Ferreira da Silva, aquele que seria nosso maior atleta da Década de 1950.
Até a década de 1970 o clube possuía uma equipe para cada prova de atletismo, porém no início dos anos 80 somente os atletas de corrida média e longa distância em pista de rua continuaram no São Paulo.
Além de Adhemar Ferreira da Silva, outros atletas tiveram destaque pelo clube, tal como Sebastião Alves Monteiro — bicampeão da Corrida Internacional de São Silvestre em 1945 e 1946 —, José João da Silva —  também bicampeão da São Silvestre em 1980 e 1985 — e Dietrich Gerner — o maior técnico de atletismo de todos os tempos do Brasil.
- Troféu Brasil de Atletismo: 6 vezes (1945, 1947, 1948, 1949, 1950 e 1951)
- Campeonato Paulista de Atletismo: 20 vezes (1944, 1945, 1946, 1947, 1948, 1949, 1950, 1951, 1952, 1953, 1954, 1955, 1956, 1957, 1961, 1962, 1963, 1964, 1965 e 1966)
- Corrida de São Silvestre por equipes: 10 vezes (1942, 1943, 1948, 1954, 1955, 1956, 1957, 1960, 1963 e 1986.)
- Corrida de São Silvestre - Troféu Cidade de São Paulo: 1981.
- Campeonato Paulista de Atletismo Feminino: 3 vezes (1952, 1956, 1966.)

 Recordes
- Recorde Brasileiro +65 (100 metros rasos): 1995 — Melânia Luz.
- Recorde Sulamericano +70 (200 metros rasos): 1998 — Melânia Luz.
- Recorde Brasileiro +70 (200 metros rasos): 1998 — Melânia Luz.
- Recorde Brasileiro +70 (Salto em altura): 1998 — Melânia Luz.
- Recorde Sulamericano +60 (4x100 metros rasos): 1997 — Melânia Luz.
- Recorde Panamericano (Salto Triplo): 1955 — Adhemar Ferreira da Silva.
- Recorde Mundial (Salto Triplo): 1952 e 1955 — Adhemar Ferreira da Silva.
- Recorde Mundial (300 metros com barreiras): Data desconhecida — Wanda dos Santos.

 Ouros
- Torneio de Veretanos da UF Viçosa-MG (100 metros rasos): 2008 — Wanda dos Santos.
- Torneio de Veretanos da UF Viçosa-MG (200 metros rasos): 2008 — Wanda dos Santos.
- Torneio de Veretanos da UF Viçosa-MG (Salto Triplo): 2008 — Wanda dos Santos.
- Troféu Brasil de Atletismo, Veteranos (Lançamento de Disco): 2003 — Wanda dos Santos.
- Troféu Brasil de Atletismo, Veteranos (Salto em distância): 2003 — Wanda dos Santos.
- Troféu Brasil de Atletismo, Veteranos (Salto em Altura): 2003 — Wanda dos Santos.
- Troféu Brasil de Atletismo, Veteranos (Salto Triplo): 2003 — Wanda dos Santos.
- Brasileiro (Cross Country): 2002 — Wellington Correia Fraga.
- Sulamericano (Cross Country): 1997 — Elenílson da Silva.
- Meia-Maratona da Independência: 2 vezes (1980 e 1982) — José João da Silva.
- Corrida Internacional de São Silvestre: 2 vezes (1980 e 1985) — José João da Silva.
- Universíade (Salto Triplo): 2 vezes (1953 e 1955) — Adhemar Ferreira da Silva.
- Olimpíadas (Salto Triplo): 1952 — Adhemar Ferreira da Silva.
- Jogos Panamericanos (Salto Triplo): 2 vezes (1951 e 1955) — Adhemar Ferreira da Silva.
- Jogos Panamericanos (Salto em distância): 1 vez (2011) — Maurren Maggi.
- Sulamericano (Salto Triplo): 5 vezes (1949, 1951, 1952, 1953 e 1955) — Adhemar Ferreira da Silva.
- Sulamericano (4x100 metros rasos): 1949 — Melânia Luz.
- Brasileiro (Salto Triplo): 9 vezes (1947, 1949, 1950, 1951, 1952, 1953, 1954, 1955 e 1956) — Adhemar Ferreira da Silva.
- Paulista Salto Triplo: 5 vezes (1947, 1948, 1949, 1950 e 1951) — Adhemar Ferreira da Silva.
- Mundial (80 metros com barreiras): 2 vezes (datas desconhecidas) — Wanda dos Santos.
- Jogos Ibero-americanos (80 metros com barreiras): 2 vezes (datas desconhecidas) — Wanda dos Santos.
- Meeting Trofeo Caja de Ávila (Salto em distância): 1 vez (2010) — Maurren Maggi.
- I Festival de Velocidade, Saltos, Meio-Fundo e Fundo de São Paulo (Salto em distância): 1 vez (2011) — Maurren Maggi.
- Grande Prêmio Internacional de Atletismo de São Paulo (Salto em distância): 1 vez (2011) — Maurren Maggi.
- Grande Prêmio do Brasil, Rio de Janeiro (Salto em distância): 1 vez (2011) — Maurren Maggi.
- Campeonato Sulamericano de Atletismo, Buenos Aires (Argentina) (Salto em distância): 1 vez (2011) — Maurren Maggi.
- Troféu Brasil de Atletismo, São Paulo (Salto em distância): 1 vez (2011) — Maurren Maggi.
- Grande Prêmio do Brasil, Belém (Salto em distância): 1 vez (2012) — Maurren Maggi.

 Pratas
- Jogos Panamericanos (80 metros com barreiras): 1959 — Wanda dos Santos.
- Sulamericano; (200 metros rasos): 2 vezes (1947 e 1949) — Melânia Luz.
- Sulamericano; (4x100 metros rasos): 1947 — Melânia Luz.
- Etapa de Doha da Liga Diamante (Salto em distância):  2011 — Maurren Maggi.

 Bronzes
- Torneio de Veretanos da UF Viçosa-MG (Triatlo de saltos): 2008 — Wanda dos Santos.
- Jogos Panamericanos (80 metros com barreiras): 2 vezes (1955 e 1963) — Wanda dos Santos.
- Jogos Panamericanos (Salto em distância): 1951 — Wanda dos Santos.
- Sulamericano (100 metros rasos): 1947 — Melânia Luz.
- Grande Prêmio do Brasil, Belém (Salto em distância): 2011 — Maurren Maggi.
- Meeting Weitsprung (Salto em distância): 2011 — Maurren Maggi.

## Basquetebol
Nos anos 40 a tradição do basquete no São Paulo teve início com a conquista do campeonato paulista masculino de 1943, e o campeonato paulista feminino de 1944.
Já nos anos 2000 o departamento se desenvolveu em pouco tempo com parceria com Guarulhos, formando o São Paulo-Guaru e contando com a estrela Janeth Arcain e com a conquista do brasileiro de 2002.
- Champions League das Américas: 2021/2022
- Campeonato Paulista (Estadual): 2021
- Campeonato Paulista (Estadual) Infantil Masculino, Série Prata: 2006.
- Campeonato Brasileiro Feminino: 2002
- Campeonato Paulista (Estadual) Masculino, 1ª Divisão (de fato, 2ª): 1989.
- Campeonato Paulista (Estadual) Mirim Masculino: 1988.
- Campeonato Paulista (Grande São Paulo) Pré-Mirim Masculino: 1987.
- Campeonato Paulista (Grande São Paulo) Infantil Masculino: 1973.
- Campeonato Paulista (Estadual) Infanto-juvenil Masculino: 1973.
- Campeonato Paulista (Grande São Paulo) Mirim Masculino: 1971 e 2011.
- Campeonato Paulista (Estadual) Mini Masculino: 1969.
- Campeonato Paulista (Grande São Paulo) Feminino: 1944.
- Campeonato Paulista (Grande São Paulo) Masculino: 1943.
- Torneio Mercosul Cadete Masculino: 1996.
- Torneio Mercosul Infantil Masculino: 1996.
- Torneio Início do Campeonato Paulista Feminino: 1944.
- II Torneio Triangular: 1943.

## Beisebol
Nos anos 40, o beisebol teve seu nome ligado ao Piratas Beisebol Clube um time formado de brasileiros não descendentes de japoneses, que emprestou o nome do São Paulo Futebol Clube por não estar constituído legalmente.

## Bocha
- Torneio da Amizade: 1974.
- Trofeo Ministério do Transporte, Comunicaciones y Turismo, Uruguai: 1971.
- Torneio da Amizade Série B2: 1982.
- Torneio de Aniversário da Rhodia: 1993.

## Boliche
- Troféu 367, São Paulo Boliche Clube: 1967.

## Esgrima
O departamento de esgrima só esteve em funcionamento de 1943 a 1946.
- Campeonato Paulista Interclubes: 1944.
- Campeonato Paulista Interclubes; Florete: 1945.
- Campeonato Paulista Interclubes; Sabre: 1945.
- Taça Sílvio de Magalhães Padilha: 1943, 1944, 1945.

## Ginástica aeróbica
O departamento de Ginástica aeróbica do clube teve início em 1990 e desde que as atividades foram instauradas conquistou títulos paulistas, brasileiros e mundiais. Os atletas são-paulinos pertencem à Federação Paulista de Ginástica e à Confederação Brasileira de Ginástica.
- Campeonato Brasileiro: 2008.
- Campeonato Brasileiro (Excelência): 2007 — por 2006.

 Ouros
- Brasileiro (Grupo): 2008 — Anita, Cibele, Gabriel, Lívia, Paula e Roberta.
- Torneio Nacional, Infanto-juvenil (Individual): 2008 — Giovanna de Primo.
- Internacional de Los Angeles (EUA) ANAC (Trio): 2 vezes (2007 e 2008) — Marcela Matos Lopez, Marina Matos Lopez e Cibele Rosito Oliani.
- Brasileiro (Individual): 2 vezes (2007 e 2008) — Marcela Matos Lopez.
- Brasileiro (Trio): 2 vezes (2007 e 2008) — Marcela Matos Lopez, Marina Matos Lopez e Cibele Rosito Oliani.
- Internacional de Los Angeles (EUA) ANAC (Individual): 3 vezes (2006, 2007 e 2008) — Marcela Matos Lopez.
- Mundial FIG (Individual): 2 vezes (2006 e 2008) — Marcela Matos Lopez.
- Copa do Mundo (FRA) (Trio): 2006 — Marcela Matos Lopez, Marina Matos Lopez e Cibele Rosito Oliani.
- Série Mundial de Rodez (FRA) FIG (Trio): 2005 — Marcela Matos Lopez, Marina Matos Lopez e Cibele Rosito Oliani.
- Série Mundial de Rodez (FRA) FIG (Individual): 2005 — Marcela Matos Lopez.
- Copa do Mundo (FRA) (Individual): 2 vezes (2004, 2005 e 2006) — Marcela Matos Lopez.
- Mundial FIG (Trio): 2004 — Marcela Matos Lopez, Marina Matos Lopez e Cibele Rosito Oliani.
- Série Mundial de Montluçon (FRA) FIG (Individual): 2004 — Marcela Matos Lopez.
- Copa do Mundo Suzuki (JAP) IAF (Individual): 6 vezes (2002, 2003, 2004, 2005, 2006 e 2007) — Marcela Matos Lopez.
- Copa do Mundo Suzuki (JAP) IAF (Trio): 2 vezes — Marcela Matos Lopez presente em ambas.

 Pratas
- Brasileiro, Infanto-Juvenil (Trio): 2007 — Beatriz, Mônica e Marília Prado.

 Bronzes
- Mundial FIG (Trio): 2008 — Marcela Matos Lopez, Marina Matos Lopez e Cibele Rosito Oliani.
- Brasileiro (Individual): 2008 — Marina Matos Lopez.
- Torneio Nacional, Infanto-juvenil (Individual): 2008 — Victoria Lekish.
- Brasileiro, Infanto-juvenil (Individual): 2007 — Marília Prado.

## Ginástica artística
- Campeonato Sabin + Esportes: 2007.

 Pratas
- Copa Sesi, Mirim (Geral): 2008 — Gabriela Moretto.

 Bronzes
- Copa Sesi, Pré-Mirim (Geral): 2008 — Júlia Darim Azevedo.

## Golfe
O São Paulo Futebol Clube é a primeira agremiação de futebol brasileira a criar um departamento de golfe. Filiado à Federação Paulista de Golfe, o departamento de golfe conta com cerca de 160 associados, grande parte deles iniciantes.
- VI Torneio de Golfe da Ação Comunitária Bradesco Private Bank: 2011 — Wilson Longo Belem Corrêa.
- Desafio Majestoso de Golf: 2010.

## Handebol
O departamento de Handebol foi criado no ano de 1999 e desde então vem angariando títulos para o clube.
- Liga Nacional de Handebol Feminino: 2005.
- Campeonato Brasileiro Feminino Júnior: 2004.
- Campeonato Paulista Feminino: 2004, 2005.
- Campeonato Paulista Feminino Júnior: 2004.
- Campeonato Paulista Feminino Juvenil: 2006.
- Campeonato Paulista Feminino Infantil: 2006, 2007.
- Campeonato Paulista Feminino Mirim: 2007.
- Torneio Início do Campeonato Paulista: 1942.
- Torneio Início do Campeonato Paulista, Segundos Quadros: 1942.
- Circuito Aberto do Clube Paineiras, Masculino: 2001.
- Grand Prix Paulista Feminino: 2005.
- Troféu Fair Play Feminino: 2006.
- Itajaí Handball Cup Handbeach Feminino Cadete: 2006.
- São Caetano Cup Feminino Cadete: 2005, 2006, 2007.
- São Caetano Cup Feminino Juvenil: 2006, 2007.
- São Paulo Summer Cup Handbeach Feminino Cadete: 2007.
- São Paulo Summer Cup Handbeach Feminino Mirim: 2007.
- São Paulo Summer Cup Feminino Cadete: 2007.
- São Paulo Summer Cup Feminino Mirim: 2007.

## Hóquei
A modalidade de Hóquei se iniciou em 1954, no mesmo ano foi campeão paulista e teve o departamento fechado.
No dia 12 de abril de 1997 o Hóquei voltou a ser praticado no clube com a associação dos atletas da equipe Ocean Drive. Com isso um dos ginásios do clube foi preparado e dimensionado para a prática do esporte, sendo um dos poucos que atende às especificações da Confederação Brasileira de Hóquei e Patinação.
- Campeonato Sulamericano em linha: 2001.
- Campeonato Brasileiro em linha CBHP: 2000.
- Campeonato Brasileiro em linha CBHP/CBHG (unificado): 2001.
- Campeonato Brasileiro em linha Feminino: 2001 (1º), 2001 (2º).
- Campeonato Paulista em patins: 1954.
- Campeonato Paulista em linha: 1999, 2000.
- Metropolitano de Hóquei em linha: 1997.
- Campeonato Paulista em patins, Mirim: 1982.
- Campeonato Paulista em linha, Mirim: 1999.
- Torneio Aberto, Mirim: 1999.
- Festival do 41º Aniversário da Emancipação de Caieiras: 1999.

## Judô
Salomão Menazi idealizou o setor no clube no final dos anos 60, mais precisamente em 19 de março de 1969. Desde então sempre participou das peincipais competições do Brasil e é responsável, inclusive, por uma das mais tradicionais competições do estado de São Paulo, o "Torneio de Judô do São Paulo Futebol Clube"
 Ouros
- Brasileiro, Feminino Master (F-3): 2008 — Maria Aldevania.
- Brasileiro, Feminino Master (F-1): 2008 — Fernanda Rojas Pelegrine.
- Paulista, Feminino Master (Médios): 2008 — Fernanda Rojas Pelegrine.
- Paulista, Feminino Master (Kata): 2008 — Maria Adelvania Alves.
- Paulistano, Feminino Sênior (Meio-leves): 2008 — Suzana N. Moria.
- Paulistano, Feminino Júnior (Pesados): 2008 — Taluana Merdrado de Marqui.
- Copa Cidade de São Paulo Senior(Meio-pesados): 2008 — Luciano de Souza e Castro.
- Copa Cidade de São Paulo, Juvenil (Pesados): 2008 — Alexandre F. Marcondes Moura.
- Copa Cidade de São Paulo, Feminino Juvenil (Pesados): 2008 — Bruna F. Marcondes Moura.
- Torneio Prof. Hiroshi Minakawa "A Hebraica", Feminino Juvenil (Pesados): 2008 — Bruna F. Marcondes Moura.
- Campeonato Metropolitano, Senior (Meio Pesado): 2007 - Luciano de Souza e Castro.
- Copa Centro Olímpico, Feminino Infantil (Pesados): 2007 — Thais do Prado Silva.
- Torneio Anual do Corinthians, Feminino Sênior (Médios): 2007 — Maria de Araújo Mendes Lima.
- Campeonato Metropolitano, Senior(Meio Pesado): 2006 - Luciano de Souza e Castro.
- Paraolimpíadas de Atenas: 2004 — Antônio Tenório.
- Sulamericano, Feminino (Meio-Leves): 2003 — Cátia Maia.
- Sulamericano, Feminino (Leves): 2003 — Danielle Zangrando.
- Mundial, Júnior (Leves): 2002 — Leandro Guilheiro.
- Pan-Americano, Júnior (Leves): 2002 — Leandro Guilheiro.
- Jogos Sulamericanos (Meio-Leves): 2002 — Cátia Maia.
- Brasileiro, Feminino (Leves): 2 vezes (2002 e 2003) — Danielle Zangrando.
- Paulista, Feminino (Leves): 2002 — Danielle Zangrando.
- Brasileiro, Feminino (Meio-Leves): 3 vezes (2001, 2002 e 2003) — Cátia Maia.
- Paulista, Feminino (Meio-Leves): 3 vezes (2001, 2002 e 2003) — Cátia Maia.
- Pan-Americano: 2 vezes (1996 e 1998) — Edelmar Branco Zanol.
- Sulamericano: 2 vezes (1989 e 1991) — Marco Costa.
- Jogos Pan-Americanos: 1987 — Mônica Angelucci.

 Pratas
- Paulistano, Feminino Sênior (Médios): 2008 — Fernanda Rojas Pelegrini.
- Copa Cidade de São Paulo, Juvenil (Meio-leves): 2008 — Raul Santiago Rosa.
- Copa Cidade de São Paulo, Feminino (Leves): 2008 — Patrícia Moriya.
- Camp. Periquitos (SE Palmeiras), Júnior (Médios): 2008 — Jonathan Machado Ficher.
- Camp. Periquitos (SE Palmeiras), Feminino Sênior (Médios): 2008 — Fernanda Rojas Pelegrini.
- Torneio Prof. Hiroshi Minakawa "A Hebraica", Feminino Sênior (Médios): 2008 — Fernanda Rojas Pelegrini.
- Copa Centro Olímpico, Feminino Infantil (Médios): 2007 — Erika Ianovale.

 Bronzes
- Brasileiro, Máster (Cat. M-3): 2008 — Douglas Clementino da Silva.
- Paulistano, Sênior (Meio-pesados): 2008 — Rodrigo Toledo Vieira da Silva.
- Paulistano, Júnior (Médios): 2008 — Jonathan Machado Ficher.
- Copa Cidade de São Paulo, Pré-Juvenil (Meio-pesados): 2008 — Ayrê Mesquita Bernardes.
- Copa Cidade de São Paulo, Feminino Juvenil (Meio-médios): 2008 — Fernanda Fratini.
- Camp. Periquitos (SE Palmeiras), Master A (Médios): 2008 — Disney Garcia Júnior.
- Torn. Prof. Hiroshi Minakawa "A Hebraica", Feminino Infanto-Juvenil (Médios): 2008 — Erika Ianovale.
- Torn. Prof. Hiroshi Minakawa "A Hebraica", Feminino Infantil (Ligeiros): 2008 — Giovana Arima.
- Torn. Prof. Hiroshi Minakawa "A Hebraica", Júnior (Médios): 2008 — Jonathan Machado Ficher.
- Camp. Periquitos (SE Palmeiras), Sênior (Médios): 2007 — Rodrigo Toledo Vieira da Silva.
- Copa Centro Olímpico, Pré-Juvenil (Pesados): 2007 — Julian Isidoro.
- Olimpíadas de Atenas (Leves): 2004 — Leandro Guilheiro.

## Natação
O São Paulo iniciou suas atividades na natação com as maratonas aquáticas, que eram realizadas em represas, rios ou em mar aberto. A partir de 1995, com a construção do complexo de piscinas aquecidas, o clube passou a disputar competições em piscinas pela Federação Aquática Paulista e pela Confederação Brasileira de Desportos Aquáticos, sendo sócio-fundador desta última.
- Campeonato Paulista Interclubes de Verão, Master: 2001.

 Ouros
- Torn. Aldair Alves, Cat. 45+ (200 metros livre): 2008 — Marcelo Ayres Neto.
- Torn. Aldair Alves, Cat. 75+ (50 metros peito): 2008 — Renato Cirillo.
- Torn. Aldair Alves, Cat. 40+ (100 metros medley): 2008 — Sílvio Rodrigues.
- Torn. Aldair Alves, Cat. 25+ (50 metros borboleta): 2008 — Francis Marie Pral.
- Torn. Aldair Alves, Cat. 20+ (100 metros livre): 2008 — Felipe Azambuja.
- Torn. Aldair Alves, Cat. 75+ (50 metros costas): 2008 — Renato Cirillo.
- Torn. Aldair Alves, Feminino Cat. 25+ (200 metros livre): 2008 — Thatiana Makiyama.
- Torn. Aldair Alves, Feminino Cat. 75+ (50 metros peito): 2008 — Renata Watanabe.
- Torn. Aldair Alves, Feminino Cat. 50+ (50 metros peito): 2008 — Celina Formentini.
- Torn. Aldair Alves, Feminino Cat. 20+ (50 metros peito): 2008 — Cyntia Hayashi.
- Torn. Aldair Alves, Feminino Cat. 75+ (100 metros medley): 2008 — Renata Watanabe.
- Torn. Aldair Alves, Feminino Cat. 50+ (100 metros medley): 2008 — Celina Formentini.
- Torn. Aldair Alves, Feminino Cat. 25+ (100 metros medley): 2008 — Thatiana Makiyama.
- Torn. Aldair Alves, Feminino Cat. 60+ (100 metros livre): 2008 — Maria Luiza Bastian.
- Torn. Aldair Alves, Feminino Cat. 30+ (100 metros livre): 2008 — Simone Marcondes.
- Torn. Aldair Alves, Feminino Cat. 45+ (50 metros costas): 2008 — Adriana Massa.
- Torn. Aldair Alves, Feminino Cat. 20+ (50 metros costas): 2008 — Thais Longo.
- Torn. Aldair Alves, Feminino Cat. 80+ (Revezamento 4x100 metros): 2008 — Equipe Desconhecida.
- Paulista Master, Feminino Cat. 75+ (50 metros livre): 2007 — Renata Watanabe.
- Paulista Master, Feminino Cat. 60+ (50 metros peito): 2007 — Orica Miyagi.
- Paulista Master, Feminino Cat. 45+ (50 metros costas): 2007 — Luciana Donati.
- Paulista Master, Feminino Cat. 75+ (100 metros peito): 2 vezes (2006 e 2007) — Renata Watanabe.
- Paulista Master, Feminino Cat. 75+ (50 metros peito): 2 vezes (2006 e 2007) — Renata Watanabe.
- Paulista Master, Feminino Cat. 75+ (50 metros borboleta): 2 vezes (2006 e 2007) — Renata Watanabe.
- Paulista (50 metros peito): 2000 (Denny Cimatti.

 Pratas
- Torn. Aldair Alves, Cat. 40+ (200 metros livre): 2008 — Sílvio Rodrigues.
- Torn. Aldair Alves, Cat. 30+ (200 metros livre): 2008 — Odair Barbosa.
- Torn. Aldair Alves, Cat. 25+ (50 metros peito): 2008 — Bruno Aoas Sales Pereira.
- Torn. Aldair Alves, Cat. 45+ (50 metros borboleta): 2008 — Marcelo Ayres Neto.
- Torn. Aldair Alves, Cat. 30+ (50 metros borboleta): 2008 — João Arthur Arnald.
- Torn. Aldair Alves, Cat. 25+ (50 metros borboleta): 2008 — Guilherme Brawn.
- Torn. Aldair Alves, Cat. 20+ (50 metros borboleta): 2008 — Felipe Alves Azambuja.
- Torn. Aldair Alves, Cat. 30+ (100 metros livre): 2008 — João Arthur Arnald.
- Torn. Aldair Alves, Cat. 25+ (100 metros livre): 2008 — Francis Marie Pral.
- Torn. Aldair Alves, Cat. 45+ (50 metros costas): 2008 — José Maria Blanco.
- Torn. Aldair Alves, Cat. 25+ (50 metros costas): 2008 — Guilherme Brawn.
- Torn. Aldair Alves, Cat. 160+ (Revezamento 4x100 metros): 2008 — Equipe Desconhecida.
- Torn. Aldair Alves, Cat. 120+ (Revezamento 4x100 metros): 2008 — Equipe Desconhecida.
- Torn. Aldair Alves, Feminino Cat. 65+ (50 metros peito): 2008 — Vera Joaquim.
- Torn. Aldair Alves, Feminino Cat. 45+ (50 metros peito): 2008 — Márcia Rodrigues.
- Torn. Aldair Alves, Feminino Cat. 35+ (50 metros peito): 2008 — Yara Regina.
- Torn. Aldair Alves, Feminino Cat. 20+ (100 metros medley): 2008 — Cintya Yukie Hayashi.
- Torn. Aldair Alves, Feminino Cat. 45+ (50 metros borboleta): 2008 — Luciana Donatti.
- Torn. Aldair Alves, Feminino Cat. 65+ (100 metros livre): 2008 — Vera Joaquim.
- Torn. Aldair Alves, Feminino Cat. 45+ (100 metros livre): 2008 — Márcia Rodrigues.
- Torn. Aldair Alves, Feminino Cat. 25+ (100 metros livre): 2008 — Adriana Massa.
- Torn. Aldair Alves, Feminino Cat. 45+ (50 metros costas): 2008 — Luciana Donatti.
- Paulista Master, Cat. 75+ (50 metros costas): 2007 — Renato Cirillo.
- Paulista Master, Feminino Cat. 45+ (100 metros peito): 2007 — Luciana Donati.
- Paulista Master, Feminino Cat. 45+ (50 metros peito): 2007 — Luciana Donati.
- Paulista Master, Feminino Cat. 60+ (100 metros costas): 2 vezes (2006 e 2007) — Orica Miyagi.
- Paulista Master, Cat. 30+ (100 metros livres): 2006 — João Arthur Arnaud.
- Paulista Master, Cat. 30+ (50 metros borboleta): 2006 — João Arthur Arnaud.
- Paulista Master, Cat. 75+ (100 metros costas): 2006 — Renato Cirillo.
- Paulista Master, Feminino Cat. 75+ (50 metros costas): 2006 — Renata Watanabe.

 Bronzes
- Brasileiro, Infantil 1 (100 metros costas): 2008 — Caio Ormachea.
- Brasileiro, Infantil 1 (200 metros costas): 2008 — Caio Ormachea.
- Torn. Aldair Alves, Cat. 55+ (200 metros livre): 2008 — Antônio Joaquim.
- Torn. Aldair Alves, Cat. 45+ (200 metros livre): 2008 — Eduardo Brunetti.
- Torn. Aldair Alves, Cat. 45+ (100 metros livre): 2008 — Armando de Rosso.
- Torn. Aldair Alves, Cat. 55+ (50 metros costas): 2008 — Antônio Joaquim.
- Torn. Aldair Alves, Cat. 25+ (50 metros costas): 2008 — Anderson Caridad.
- Torn. Aldair Alves, Cat. 200+ (Revezamento 4x100 metros): 2008 — Equipe Desconhecida.
- Torn. Aldair Alves, Feminino Cat. 65+ (200 metros livre): 2008 — Orica Miyagi.
- Torn. Aldair Alves, Feminino Cat. 55+ (50 metros peito): 2008 — Mary Lea Leitão.
- Torn. Aldair Alves, Feminino Cat. 45+ (50 metros peito): 2008 — Vivian Steimberg.
- Torn. Aldair Alves, Feminino Cat. 30+ (50 metros peito): 2008 — Elaine Fontanezi.
- Torn. Aldair Alves, Feminino Cat. 20+ (100 metros medley): 2008 — Thais Longo.
- Torn. Aldair Alves, Feminino Cat. 65+ (50 metros costas): 2008 — Orica Miyagi.
- Torn. Aldair Alves, Feminino Cat. 240+ (Revezamento 4x100 metros): 2008 — Equipe Desconhecida.
- Torn. Aldair Alves, Feminino Cat. 160+ (Revezamento 4x100 metros): 2008 — Equipe Desconhecida.
- Torn. Aldair Alves, Feminino Cat. 120+ (Revezamento 4x100 metros): 2008 — Equipe Desconhecida.
- Paulista Juvenil de Verão, Feminino Juvenil 1 (Revezamento 4x50 metros livre): 2007 — Camila Geiger Guedes, Gabriela Sayuri Durante, Bruna Suda Rodrigues e Laura Rodrigues Prado.
- Paulista Juvenil de Verão, Feminino Juvenil 1 (Revezamento 4x100 metros livre): 2007 — Camila Geiger Guedes, Laura Rodrigues Prado, Gabriela Sayuri Durante e Bruna Suda Rodrigues.
- Paulista Master, Feminino Cat. 60+ (50 metros costas): 2007 — Orica Miyagi.
- Paulista Master, Feminino Cat. 45+ (50 metros borboleta): 2007 — Luciana Donati.
- Paulista Master, Cat. 75+ (50 metros livre): 2006 — Renato Cirillo.
- Paulista Master, Cat. 75+ (50 metros costas): 2006 — Renato Cirillo.
- Paulista Master, Cat. 75+ (100 metros livre): 2006 — Renato Cirillo.
- Paulista Master, Feminino Cat. 60+ (100 metros peito): 2006 — Orica Miyagi.

## Pádel
- Torneio Aberto de Paddle do SPFC: 2001.
- Torneio Aberto de Paddle do SPFC 2ª Categoria: 2014.

## Patinação artística
A patinação artística iniciou-se em meados dos anos 80, porém somente na década de 1990 é que a modalidade cresceu e começou a angariar campeões paulistas e brasileiros.
O departamento tem como meta a formação de novos atletas a partir dos 4 anos, que são ensinados por professores gabaritados com diversos títulos nacionais e mundiais.
 Ouros
- Camp. Paulista, Estadual Adulto (Livre): 2008 — Bruna Bertolla.
- Torneio Inter-Seleções, até 14 anos (Livre): 2008 — Luiza Candelori.
- Camp. Paulista, Estadual até 14 anos (Livre): 2008 — Luiza Candelori.
- Camp. Paulista, Estadual Iniciantes (Figuras): 2008 — Bruna Bertolla.

 Pratas
- Torneio Inter-Seleções, Advanced Loops (Figuras): 2008 — Natália Alves.
- Torneio Inter-Seleções, Iniciantes (Figuras): 2008 — Bruna Bertolla.
- Camp. Paulista, Estadual Advanced Loops (Figuras): 2008 — Natália Alves.

 Bronzes
- Torneio Inter-Seleções, até 16 anos (Livre): 2008 — Andréa Brisolla.
- Torneio Inter-Seleçoes, até 14 anos (Livre): 2008 — Aline Viciano.
- Torneio Inter-Seleções, Iniciantes (Figuras): 2008 — Juliê Sartoretto.
- Camp. Brasileiro, Internacional Sênior (Figuras): 2008 — Natália Alves.
- Camp. Paulista, Internacional Sênior (Figuras): 2008 — Natália Alves.
- Camp. Paulista, Estadual até 14 anos (Livre): 2008 — Aline Viciano.

## Polo Aquático
- Campeonato Paulista: 1934.

## Pugilismo
O departamento de pugilismo foi criado em 1943 e conseguiu tornar-se campeão em torneios profissionais e amadores. Foi berço de alguns pugilistas de renome internacional tais como Éder Jofre, Kaled Cúri, Jorge Maluk, Vicente dos Santos, Lúcio Gatoni, Paulo Sacomon, Valdemar Adão e Jorge Sacoman.
Compreendida entre as décadas de 40, 50 e 60, a era de ouro do pugilismo teve como pilar a Academia de Boxe das famílias Zumbano/Jofre, onde os atletas eram treinados em sua maioria por Aristides Kid Jofre, pai de Éder Jofre. Nessa época formou lutadores que se tronaram famosos e conquistaram títulos brasileiros, sul-americanos e mundiais.
Nos anos 90 o boxe do São Paulo tornou a se destacar sob o comando de Antônio Carollo com as conquistas dos títulos paulista e brasileiros de 1992 e 1995.
Em 3 de agosto de 2002 o boxeador Acelino Freitas, o Popó, derrotou por pontos o nigeriano Daniel Attah, em Phoenix, capital do Arizona, Estados Unidos e representou, nessa ocasião, as cores do São Paulo. Houve inclusive a tentativa de marcar uma luta do pugilista para o Estádio do Morumbi porém sem sucesso.
- Forja dos Campeões: 2007.
- Jogos Abertos do Interior, Feminino; por São Bernardo: 2007.
- Torneio Luvas de Ouro: 3 vezes (2005, 2006 e 2007).
- Jogos Abertos do Interior; por São Bernardo: 4 vezes (2004, 2005, 2006 e 2007).
- Torneio dos Campeões: 4 vezes (2004, 2005, 2006 e 2007).
- Campeonato Paulista: 13 vezes (1943, 1944, 1951, 1954, 1960, 1963, 1992, 1993, 1998, 1999, 2005, 2006 e 2007)
- Troféu A Gazeta Esportiva: 4 vezes (1945, 1947, 1953 e 1956)

 Ouros
- Copa da Independência, Rep. Dominicana (Leves): 2008 — Éverton Lopes.
- Copa da Independência, Rep. Dominicana (Penas): 2008 — Róbson Conceição.
- Torneio Estímulo Kid Jofre (Penas): 2008 — Marcos Sena.
- Torneio Estímulo Kid Jofre (Leves): 2008 — Bruno da Silva.
- Pré-Olímpico da Guatemala (Penas): 2008 — Róbson Conceição.
- Jogos Pan-Americanos (Meio-Médios): 2007 — Pedro Lima.
- Brasileiro (Meio-pesados): 2007 — Hamilton Conceição.
- Paulista (Moscas-ligeiros): 2007 — Silas de Jesus.
- Paulista (Moscas): 2007 — Giliard Paulino.
- Paulista (Penas): 2007 — Dídimo Nascimento.
- Paulista (Médios): 2007 — Élber Passos.
- Paulista (Meio-pesados): 2007 — Hamilton Conceição.
- Paulista (Pesados): 2007 — Cássio Humberto.
- Forja dos Campeões (Leves): 2007 — Tiago F. Silva.
- Forja dos Campeões (Meio-médios-ligeiros): 2007 — Brando Júnior.
- Forja dos Campeões (Super-pesados): 2007 — Marco Ramos.
- Torneio dos Campeões (Moscas): 2007 — Giliard Paulino.
- Torneio dos Campeões (Penas): 2007 — Dídimo Nascimento.
- Torneio dos Campeões (Meio-médios-ligeiros): 2007 — Davi Lourenço.
- Torneio Luvas de Ouro (Moscas-ligeiros): 2007 — Silas de Jesus.
- Torneio Luvas de Ouro (Moscas): 2007 — Giliard Paulino.
- Torneio Luvas de Ouro (Galos): 2007 — Paulo Rogério.
- Torneio Luvas de Ouro (Penas): 2007 — Dídimo Nascimento.
- Torneio Luvas de Ouro (Médios): 2007 — Fábio Pierrobom.
- Torneio Luvas de Ouro (Meio-pesados): 2007 — Hamilton Conceição.
- Abertos do Interior (Moscas): 2007 — Giliard Paulino.
- Abertos do Interior (Galos): 2007 — Robenílson Vieira.
- Abertos do Interior (Leves): 2007 — Dídimo Nascimento.
- Abertos do Interior (Meio-Pesados): 2007 — Hamilton Conceição.
- Abertos do Interior (Pesados): 2007 — Cássio Humberto.
- Abertos do Interior (Médio-Ligeiros Feminino): 2 vezes (2006 e 2007) — Carla Freitas.
- Mundial de Pesos-Penas CMB: 1973 — Éder Jofre.
- Mundial de Pesos-Galos Unificado: 1962 — Éder Jofre.
- Mundial de Pesos-Galos AMB: 1960 — Éder Jofre.
- Sulamericano de Pesos-Galos: 1960 — Éder Jofre.
- Brasileiro de Pesos-Galos: 1958 — Éder Jofre.
- Forja dos Campeões: 1953 — Éder Jofre.

 Pratas
- Pré-Olímpico da Guatemala (Leves): 2008 — Éverton Lopes.
- Jogos Pan-Americanos (Leves): 2007 — Éverton Lopes.
- Brasileiro (Penas): 2007 — Dídimo Nascimento.
- Paulista (Super-pesados): 2007 — Marco Ramos.
- Forja dos Campeões (Leves): 2007 — Lucas Lima.
- Torneio dos Campeões (Moscas-ligeiros): 2007 — Silas de Jesus.
- Torneio dos Campeões (Leves): 2007 — Clayton Mendes.
- Torneio dos Campeões (Meio-médios): 2007 — Alex de Jesus.
- Torneio dos Campeões (Meio-pesados): 2007 — Juliano Gonçalves.
- Torneio Luvas de Ouro (Moscas-ligeiros): 2007 — Gustavo Maia.
- Torneio Luvas de Ouro (Galos): 2007 — Daniel Soares.
- Torneio Luvas de Ouro (Leves): 2007 — Caio Calmon.
- Torneio Luvas de Ouro (Meio-médios-ligeiros): 2007 — Brando Júnio.
- Abertos do Interior (Moscas-Ligeiros): 2007 — Silas de Souza.
- Abertos do Interior (Penas): 2007 — Róbson Nonato.
- Abertos do Interior (Médio-Ligeiros): 2007 — Jean Pierre.
- Abertos do Interior (Médios): 2007 — Élber Passos.

 Bronzes
- Pré-Olímpico da Guatemala (Médio-Ligeiros): 2008 — Myke Carvalho.
- Jogos Pan-Americanos (Pesados): 2007 — Rafael Lima.
- Jogos Pan-Americanos (Médio-Ligeiros): 2007 — Myke Carvalho.

## Remo
- Prova "Liga Náutica Riograndense": 1945.

## Rugby
Títulos conhecidos
- Campeonato Brasileiro da Primeira Divisão "Torneio de Ouro" - 1986, 1987
- Campeonato Brasileiro da Segunda Divisão "Torneio Aberto" - 1983, 1984, 1985
- Campeonato Paulista da Primeira Divisão - 1986
- Campeonato Paulista da Segunda Divisão "Torneio Aberto" - 1984, 1985
- Torneio da Páscoa - 1987
- Copa Itaú - 1984, 1986

## Showbol
Não é uma modalidade oficial praticada pelo SPFC, o uniforme do time do Showbol não utiliza o escudo oficial do São Paulo, o time é apenas representado por ex-jogadores do tricolor, Zetti, Alex Dias, Ivan e Elivelton foram alguns do jogadores que participaram da campanha do Campeonato Paulista.
- Campeonato Paulista: 1 vezes (2011).[carece de fontes?]

## Tênis
Com 772 tenistas cadastrados e cerca de 300 alunos, o departamento de tênis do clube tem tradição e participou das primeiras competições organizadas no Brasil e continua marcando presença nos principais campeonatos e torneios.
- Campeonato Paulista Interclubes Masculino (1ª Classe — 1M2): 2008.
- Campeonato Paulista Interclubes Masculino (5ª Classe — 5M2): 2008.
- Campeonato Paulista Interclubes Masculino — 34MA): 2008 e 2009.
- Campeonato Paulista Interclubes Masculino — 35MA): 2008.
- Campeonato Paulista Interclubes Masculino (1ª Classe — 1M1): 2 vezes (2007 e 2008).
- Campeonato Paulista Interclubes Feminino (1ª Classe — 1F1): 2005.
- Troféu Cinqüentenário do Tênis Clube de Presidente Prudente: 1984.
- Troféu Manoel Raymundo Paes de Almeida (contra CC Piracicabano): 1975.
- Troféu Mário Malaud (contra CR Tietê): 1975.
- I Taça de Aniversário da AABB, Campeão Geral: 1990.

## Tênis de Mesa
- Taça Gymnástico Portuguez, Rio de Janeiro: 1933.
- Taça Gloria, Rio de Janeiro: 1933.

## Voleibol
O departamento de voleibol foi inciado em 1943 e já em 1946 foi fechado. Em meados da década de 1970 voltou a ser praticado no clube e foi um dos clubes fundadores da Federação Paulista de Voleibol, participando ativamente das competições. Entre os jogadores que já fizeram parte desse time estão Marcelo Negrão, Pampa e Giovane.
- Campeonato Paulista Masculino: 2 vezes (1954 e 2003).
- Campeonato Paulista Masculino da 2ª Divisão: 1954.
- Campeonato Brasileiro Masculino Master (+40): 2 vezes (2004 e 2005).
- Campeonato Paulista, Infantil: 1986.
- Campeonato Paulista, Infanto-juvenil: 1986.
- Campeonato Paulista Série Prata, Mirim: 2004.
- Campeonato Paulista Feminino 1ª Divisão: 1984.
- Campeonato Paulista Feminino, Infantil: 1993.
- Campeonato Paulista Feminino, Pré-Mirim: 1973, 1974, 1975.
- Campeonato Metropolitano Feminino: 1974, 1978, 1993.
- Campeonato Metropolitano Feminino, Juvenil: 1992.
- Campeonato Metropolitano Feminino Série Ouro, Pré-Mirim: 1998.
- Campeonato Metropolitano 2ª Divisão, Pré-Mirim: 1983, 1986.
- Torneio de Preparação da 1ª Divisão FPV: 1953.
- Torneio de Preparação Feminino FPV, Infantil: 1999.
- Torneio do 26º Aniversário de Fundação do Tênis Clube Paulista: 1953.
- Torneio Início do Campeonato Paulista Feminino, Infantil: 1994.

## Xadrez
O Xadrez no São Paulo funcionou apenas de 1943 a 1946.
- Campeonato Paulista: 2 vezes (1943 e 1945).